# 马哈迪·莫哈末
敦·马哈迪·宾·莫哈末医生（昵称 Dr. M、Tun M、敦马或老马，1925年7月10日—），马来西亚政治人物、作家和醫生，為第四任（1981年－2003年）及第七任（2018年－2020年）马来西亚首相，有「馬來西亞現代化之父」之稱。首次担任首相時執政長達22年107天，是馬來西亞任期最長的首相。2018年至2020年再次出任首相職務。自1946年加入巫统开始活跃于政坛70餘年。
马哈迪在吉打亚罗士打出生及成长，他的父亲莫哈末·依斯干达为吉打苏丹阿都哈密学院的创始人及第一任校长。马哈迪毕业于马来亚大学和新加坡国立大学；學生時期在校表现优异，考取醫科並成為醫師。在1964年前还未进入国会时已活跃于马来西亚最大的政党巫统。他担任一届议员后败选，又因為反对時任首相东姑阿都拉曼而被巫统逐出。当东姑辞职后，马哈迪重新加入巫统並进入国会，之後进入内阁，於1976年升为副首相。1981年7月16日，随着原任首相胡先翁辞职，马哈迪宣誓就任第四任首相。在22年的執政期間，马来西亚經歷各種大型公共建設和快速的经济發展，拥有更完善的设施和投资环境，包括首都吉隆坡的地標雙峰塔、吉隆坡國際機場以及馬來西亞最長的高速公路南北大道等公共設施；此外，在其任內，馬來西亞成功發射人造卫星“MEASAT”，並发展包含國有大企業、製造強國等計劃。1998年，马哈迪因为让马来西亚成为第一个走出亚洲金融风暴的国家，被美国《时代杂志》评选为「1998年亚洲新闻人物」。
退休以後，马哈迪仍然活跃于政治。2006年，他开始批评自己提拔的继任者阿都拉·巴达威，以及在2015年後抨擊纳吉·阿都拉萨。2016年，马哈迪宣布退出巫统，並成立土著团结党。2018年，馬哈迪帶領反對黨聯盟在全国选举上獲得首次勝選，終結國民陣線61年執政，寫下1957年馬來西亞獨立後首次政黨輪替紀錄；他以92歲之高齡再任首相，成為全球最高龄的民選國家領導人及政府首腦。直至2020年2月，馬哈迪宣布辭任首相，并被委任为过渡首相，至同年3月因未能獲多數支持組閣而無法續任；2022年，他再參與大选敗選。 
馬哈迪是第三世界发展的倡导者，熱切推動“亞洲價值观”。與馬哈迪未上台前相比，馬來西亞已發展成為一個新興工業化國家，他也將自己的思想記載於其著作《馬來人的困境》。马哈迪身为政治领袖，连续赢下五届大选及在巫统领导层内击退政治对手。2018年，马哈迪获《穆斯林500强》评选为2019年度男穆斯林风云人物。2019年，他获得美国《时代周刊》列为2019年百名最具影响力人物之一，也在美国《财富》杂志公布的「2019年全球50大杰出领袖」中排名第47位。另一方面，馬哈迪也是一名具有争议的政治领袖，有評價認為馬哈迪是「新聞自由掠奪者」、「反犹太主义者」、「批评西方国家者」。

## 早年生平
马哈迪于1925年7月10日生於英属马来属邦吉打首府亞羅士打的一个贫穷家庭，出生证却列其出生日期为12月20日，实际上他出生于7月10日。他的传记作家巴里·怀恩（Barry Wain）解释12月20日是“随意”使用的日期。马哈迪的父親莫哈末·依斯干达来自槟城，是一名拥有南印度喀拉拉邦血统的平民，母親旺·登巴旺是马来人，是吉打贵族的旁系後裔；祖父依斯甘達·古蒂（Iskandar Kutty）為印度馬拉雅拉姆人穆斯林，也是也门人的后裔，19世紀由英国东印度公司的带领下，從喀拉拉邦移民到檳城喬治市，在吉打王宫教导英语；祖母茜蒂·哈娃（Siti Hawa Iskandar）則來自柔佛廖內。马哈迪不是出生在一个贵族家庭，也不是宗教或政治家庭。

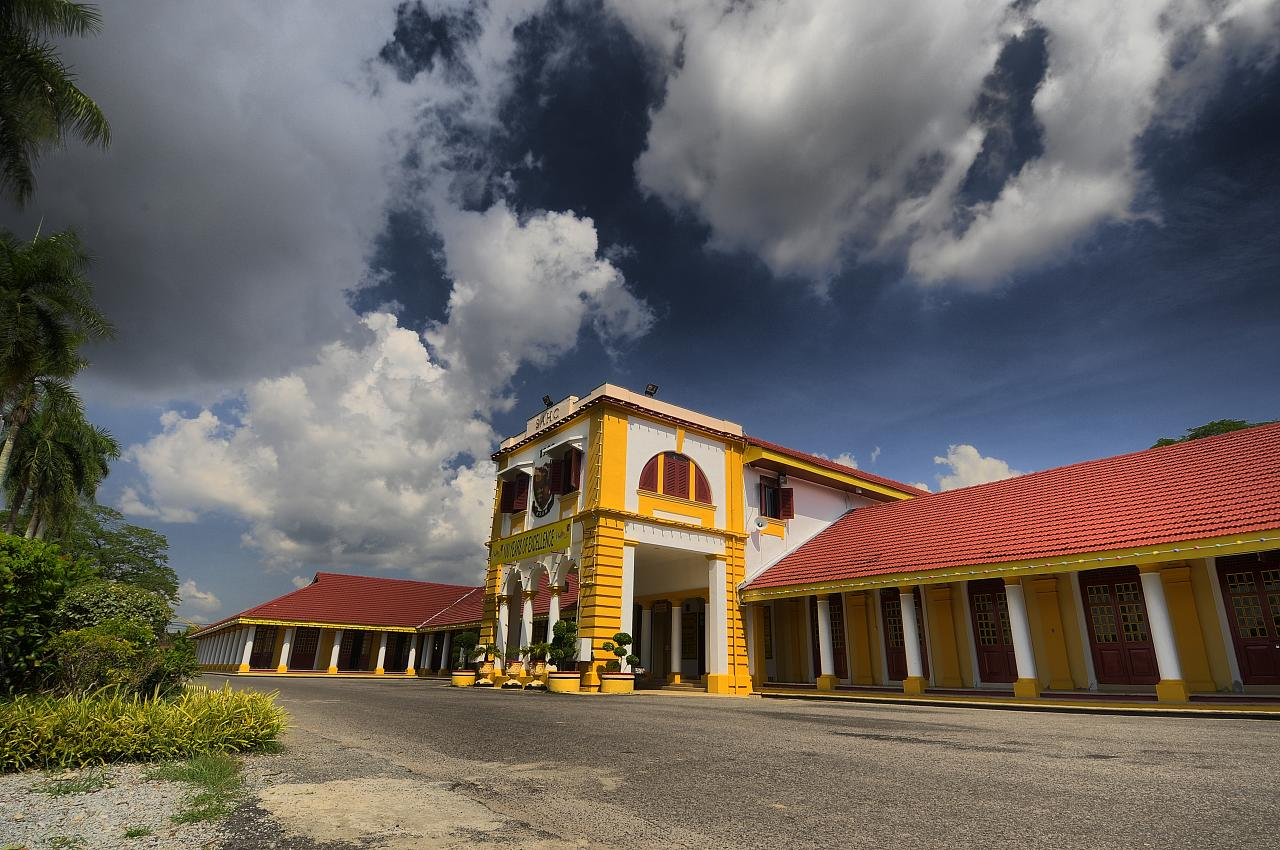
马哈迪父亲莫哈末·依斯干达创立及马哈迪就读的学校苏丹阿都哈密学院

马哈迪的父亲是亚罗士苏丹阿都哈密学院（Sultan Abdul Hamid College）第一任马来校长，社会经济地位低，意味着女儿无法入读中学，母亲是吉打王室的侍者。双亲皆曾有过各自的婚姻，马哈迪有六个半血缘关系的兄弟姐妹，以及两个同血缘关系的兄弟姐妹。
马哈迪由父亲施加的纪律促使他学习，及对运动有少许兴趣。他在筛选制的英语中学赢得了一席之地，因为他在小学时期比其他同龄同学更会说流利的英语。马哈迪曾在2019年上电台访谈节目时談到，童年時自己曾是校园霸凌的受害者：“我曾经被欺负。我当时售卖气球，用2仙买3个，然后以每个1仙的价格卖出。”“所以我的朋友会带我去食堂，而我必须买饭给他。”“我很怕他，因为他很强壮。所以在过去，我偶尔会被欺负。”
第二次世界大战时，日本占领马来亚使学校关闭，他开始从商，卖过咖啡、炸香蕉及其他零食。马哈迪于2021年在脸书上传视频分享本身在年少时期的斋戒月回忆，包括曾在日治时期，於吉打亚罗士打的跳蚤市场当小贩，售卖香蕉和香蕉糕、藤编织物等养家糊口；他表示由於在這段期間他们缺乏食物，因此他在吉打亚罗士打的Pekan Rabu售卖炸香蕉和藤编织物等，他也談及过去那个时代家里没有冰箱，只能上街购买大块的冰块，并在饮用前，弄碎冰块。
战后，他以高分从中学毕业，升学至位于新加坡的爱德华七世医药学院（现为新加坡国立大学的一部分）学医。在那里遇见医学同学的未来妻子茜蒂哈斯玛。毕业后，马哈迪在1956年结婚之前就职政府服务的医生。他回到亚罗士打的次年开始自设诊所行医。成为当时城镇里唯一开业的马来医生，让他可修建大房子，投资生意及甚至请司机驾驶他的龐蒂克卡塔丽娜。他和茜蒂哈斯玛于1957年诞下第一名孩子玛丽娜·马哈迪，之后在28年内再诞下三个孩子及领养另外三个小孩。

## 早期政治生涯
马哈迪在日占马来亚时期结束后开始活跃于政治，参与了抗议赋予非马来人公民权的短命马来亚联邦。后来他在医学院争取马来人的平权运动。他在学院期间于《海峽時報》及学生期刊设立署名「C.H.E. Det」的专栏，鼓吹马来人权益，如恢复马来语为官方语言。 当马哈迪在亚罗士打行医的同时，已经活跃于巫统，1946年巫統成立之初，成為首批黨員。1959年马来亚独立后的1959年马来亚大选时期，他已经是吉打州党主席。
尽管他在巫统拥有高职，但马哈迪却不是1959年大选的候选人，因为他跟首相东姑阿都拉曼不同调。两人的紧张关系是因为马哈迪曾经批评，东姑同意英国及英联邦部队在马来亚独立后可继续驻扎，故使东姑拒绝马哈迪的计划，即推行成为巫统候选人的最低教育资格门槛。对马哈迪来说，这是延迟让他进入国家政坛的“抗议”。这延迟只拖了五年一届，在1964年大选，他以39岁当选亚罗士打属下的哥打士打南区国会议员。
馬哈迪身為后座议员期間的表現受到外界關注，後於1969年大选被伊斯兰党的尤索夫拉瓦打败而失去议员职。执政党联盟的挫败导致1969年5月13日爆发冲突，这次马来人和华人之间的冲突使上百人死亡。马哈迪公开批评政府，并致函批评首相东姑阿都拉曼。这封信件后来公开，并促东姑辞职下台。年终，马哈迪被巫统最高理事会开除成员及被开除党籍，而东姑则被说服不逮捕他。
在未出任公職时期，马哈迪写了他第一本书《马来人的困境》（The Malay Dilemma），闡釋馬來民族積弱不振的種種原因，并在书中发表自己对马来社群的愿景。1970年出任首相的阿都拉萨很欣賞這本書，该书因记载马哈迪對當時东姑政府批判而被查禁，使他身為禁书作者；后来该禁令在马哈迪1981年就任首相后解除。馬哈迪之後受委成为副部长及部长。

## 回归政壇
1970年东姑辞职后由阿都拉萨取代。拉萨劝请马哈迪回归巫统，在1973年委任他上议员。此後，馬哈迪迅速成為一顆政治新星，他在拉萨政府里升官快速，1973年回到巫统最高理事会，在1974年受委教育部长。他也在1974年大选回归国会下议院，在吉打州属下的古邦巴素国会议席无对手下当选。
1975年，马哈迪当选成为巫统三位副主席的其中一人。该党选被视为继承党领导的竞争，因为党主席拉萨及署理主席胡先翁的健康欠佳。拉萨属意的参选人都中选：前马六甲首长嘉化巴巴、吉兰丹王室成员兼富商东姑拉沙里和马哈迪。次年拉萨逝世后，胡先翁继承了党主席兼首相，并且要在三位副主席之中选一位成为副首相，同时他也考虑了雄心勃勃的部长加沙里沙菲宜。马哈迪的对手们都有政治弱点：加沙里在副主席竞选中失利，不够巫统党员的支持；嘉化没有高等教育学历及英语不佳；而姑里则是年轻没经验，还有重要的是未婚。胡先翁在经过六个星期的考虑后选择马哈迪成为他的副手，而该提拔也意味着马哈迪或将继任首相。
马哈迪被认为是个成功的教育部长及贸易及工业部长（1978－81）。在就职贸工部长后期，他实施“重工业政策”，成立官联集团多元重工业（HICOM）投资可长期发展的制造业，如本地汽车工业，也在部门里投入许多时间进行各种海外參訪，對外宣传马来西亚。
1981年，胡先翁因健康欠佳选择放弃权力，由於政坛里沒有其他競爭对手，馬哈迪在胡先翁的祝福下继承他的職位。

## 首次擔任首相（1981年至2003年）

### 国内事务
56岁的马哈迪在1981年7月16日宣誓就职首相。他的第一个行动是释放内安法令下扣留的21个扣留者，包括记者沙末依斯迈及在胡先翁内阁担任副部长的阿都拉阿末，因被怀疑进行地下共产党活动。马哈迪委任慕沙希淡成为副首相。
同年12月31日23時30分，马哈迪宣布把馬來亞半島時間調快30分鐘使之與東馬時間相同，新加坡政府也隨之更改，一直沿用至今。

#### 1981年至1987年

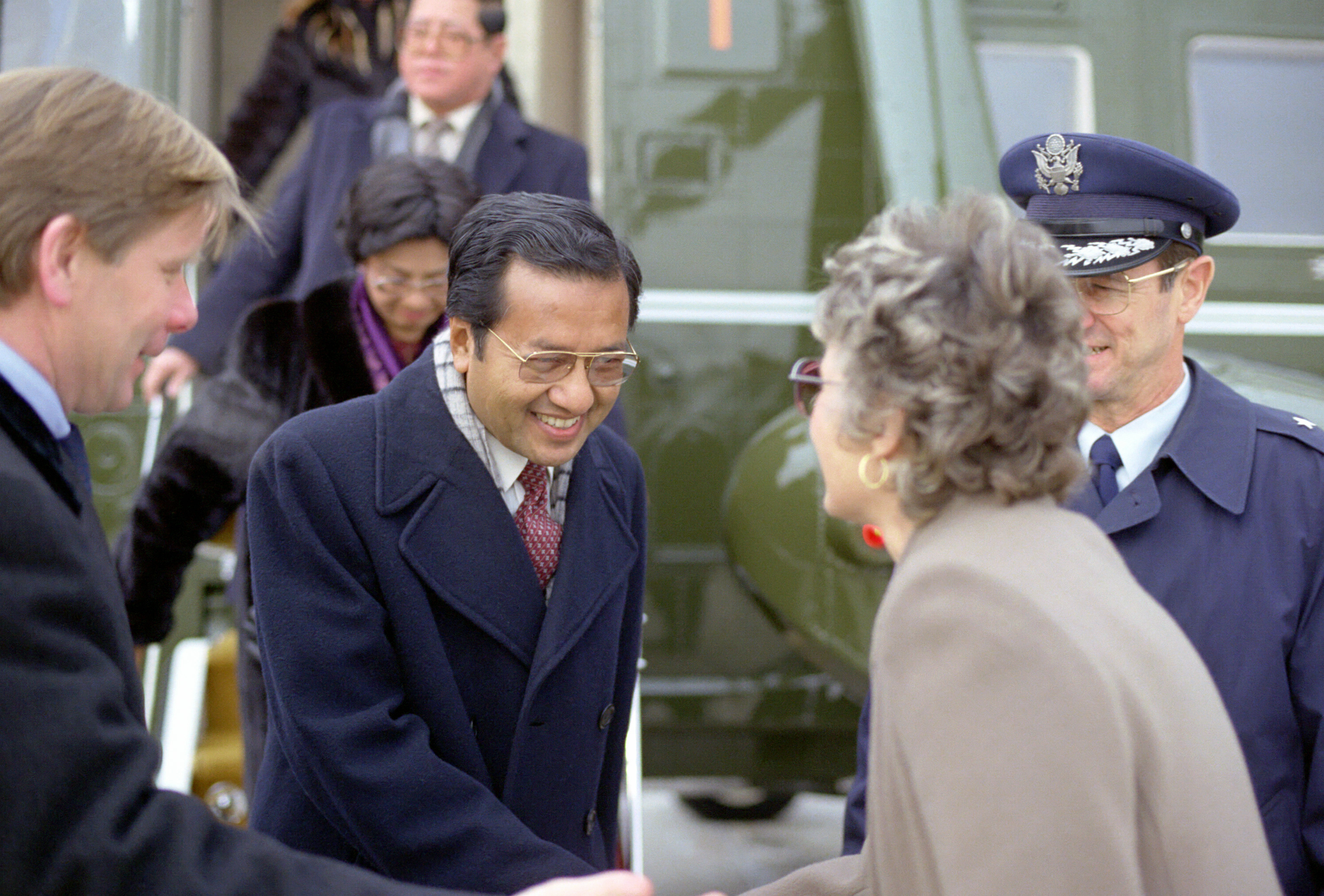
1984年马哈迪访问美国

马哈迪在掌权后首两年成功度过两个挑战，即在巫统内巩固他的领导及带领国阵政府赢得1982年大选。1983年，马哈迪为削弱王室对政治的影响，开始对马来西亚王室进行“对抗”。马来西亚最高元首是轮任制，下一任将轮到霹雳州苏丹依德里斯沙二世，或者是争议的柔佛州苏丹马末·依斯干达就职。马哈迪对这两位苏丹做出慎重保留。两位都是活跃的统治者，而依斯甘达几年前曾涉及刑事案。马哈迪试图先发制人，对新任的最高元首限制权力，在国会提呈宪法修正案允许国会通过的法案在最高元首没有同意的15天后自动同意生效。该提案也要移除最高元首宣布国家紧急状态的权力，并转至首相。当时的最高元首彭亨州苏丹阿末沙原则上支持这些提案，但后来他发现该提案也会让州议会通过的法案也会无需通过州苏丹自动批准而撤回支持。受到其他州苏丹的支持，最高元首拒绝同意已在国会轻松通过的宪法修正案。
当民众意识到这个僵局，苏丹拒绝向政府妥协时，马哈迪发动集会来表示他受到公众支持。五个月后，马哈迪和苏丹同意妥协。最高元首仍掌有宣布国家紧急状态的权力，但如果拒绝同意法案，法案将会回到国会，再通过时将会无视最高元首的否决权。1993年，在马哈迪的推动下，马来西亚国会通过了取消马来西亚各州苏丹享有刑事和民事诉讼豁免权的法案，即王室成员可被起诉或被定罪。
在经济方面，马哈迪从前任者继承了新经济政策，即制定来提升土著（马来西亚马来人及部分原住民）的经济地位，及在企业所有权和大学录取领域中设立目标扶持。马哈迪也在1980年代早期积极推动官联企业私有化，原因是想像当时的英国首相玛格丽特·撒切尔极力推行经济自由之外，还有他认为配合扶持政策可以给土著经济机会来参与土著企业。他的政府私营化航空，水务及通讯公司，到1990年中期当中一年有约50个企业加速完成了私营化。
私营化整体上提升了马来西亚人的工作环境及为政府带来更多盈利。马哈迪也监督了汽车制造商普腾的成立，作为一个马来西亚政府及三菱的合资企业。直至1980年末，普腾在保护性税务下克服了低需求及损失，成为东南亚最大的汽车制造商及盈利企业。
马哈迪带领的国阵在1986年大选中大胜伊斯兰党，巫统在参选84个国会议席中赢得83席，而伊斯兰党仅赢得1席。

#### 1987年至1990年
马哈迪在1986年大选胜利制造任何的政治支配印象很短暂。1987年他的巫统党主席职受到东姑拉沙里的挑战，同时也会影响首相职。东姑拉沙里受到在1986年辞去副首相职的慕沙希淡支持，他们组队分别参选巫统主席及署理主席职，挑战马哈迪及他新挑选的副首相嘉化·峇峇，前者团队被称为B队，后者被称为A队。马哈迪的A队有报章，党重量级领袖，还有最高元首苏丹马末·依斯干达的支持。在1987年4月24日的党选中，A队获胜。马哈迪以微差票数重新当选，获得761党中央代表票，而东姑拉沙里只得718票，嘉化巴巴以明显多数票击败慕沙希淡。马哈迪很快地把7位B队成员移出内阁，但B队不接受败选而提起诉讼。1988年2月4日高庭做出意想不到的判决，宣判巫统是非法组织，因为有一些支部没有合法注册，马哈迪把国阵主席和首相职位交给身为国阵第二大成员党馬來西亞華人公會的总会长林良实。之后AB两派立刻以“巫统”之名注册新党，马哈迪派成功注册“新巫统”（UMNO Baru），B队注册了“马来西亚巫统”（UMNO Malaysia）但被拒绝。2月16日，林良实将首相一职交回给马哈迪，而东姑拉沙里之后于1989年6月3日成立了四六精神党。
1989年1月20日凌晨1时左右，马哈迪因胸口疼痛被送往吉隆坡中央医院接受治疗，之后接受心脏绕道手术。康复后在1990年大选率领国阵取得胜利。四六精神党无法在东姑拉沙里的家乡州吉兰丹外取得进展，而慕沙希淡重返巫统。

#### 1990年至1998年

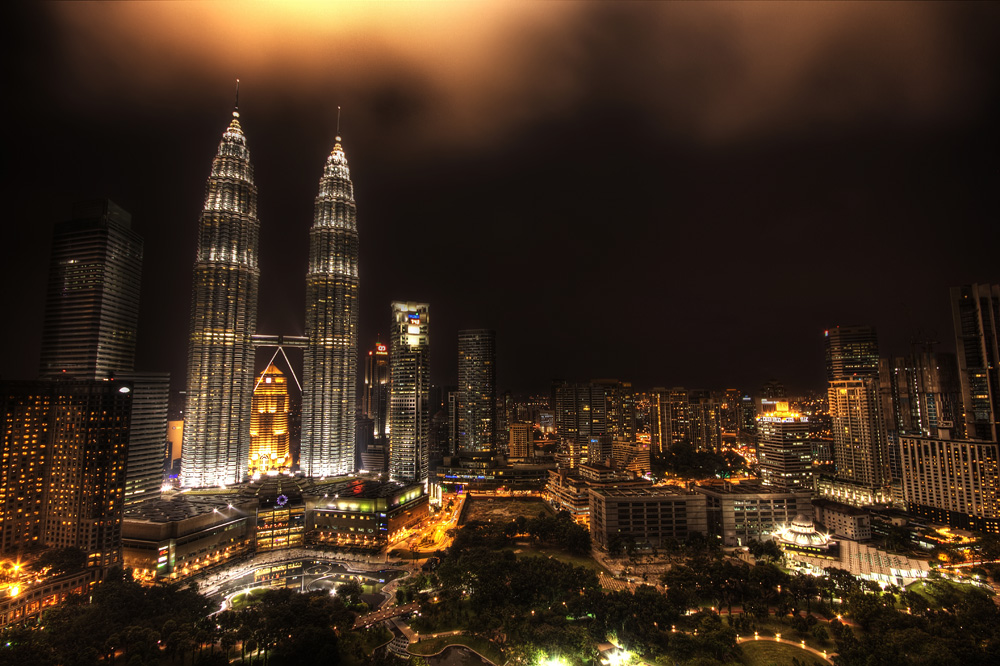
国油双峰塔景观及吉隆坡市中心的商业大楼群，是马哈迪执政22年下的经济演变证明

1991年，马哈迪宣布2020年宏愿（Wawasan 2020），目标是让马来西亚在30年内成为已開發國家。该目标要每年国内生产总值平均至少约有7%的成长率。2020年宏愿其中一个愿景是逐步打破种族隔阂，即要国民以“马来西亚民族”为荣。该宏愿也带着新经济政策的替代品，及国家发展政策（National Development Policy），让政府计划的政策可优惠土著的同时也对其他族群开放。国家发展政策成功达到其主要目标——减低赤贫。1995年，少过9%的马来西亚人生活在贫困线下，以及收入差距已经缩小。马哈迪政府削减企业税及放宽金融条例以刺激外资进驻。国家经济每年取得超过9%的增长，使到其他发展中国家试图模仿马哈迪的政策。政府也乘着经济浪潮在1995年大选取得更多多数优势胜利。
马哈迪在1990年代启动了一系列重大基础设施计划，包括國家石油公司的雙峰塔（曾經是世界最高建築物，目前仍是世界最高的雙子大樓）、吉隆坡國際機場、南北大道、雪邦國際賽道、多媒體超級走廊、峇貢水壩以及布城：新的聯邦行政首都。其中一项最大的计划是多媒体超级走廊，以硅谷为蓝本，迎合趋势在吉隆坡南部一带建立资讯科技产业中心。马哈迪的其他计划包括设立马来西亚新的行政中心——布城，在雪邦建设一级方程式赛车道以举办一级方程式赛车。1997年印尼森林大火，造成史上最严重的东南亚霾害，作为回应，马哈迪发起跨境灭火行动（Operation Haze），派遣马来西亚消防员队伍前往印尼以协助扑灭大火。
1997年，亚洲金融危机使马来西亚受到金融威胁。令吉在货币投机活动中暴跌，外资撤离，及主板交易市场指数下跌了75%。在国际货币基金组织的敦促下，政府减少开支，提高利率，经济形势未明確改善。1998年，马哈迪开始反对此政策，蔑视国际货币基金组织的条件及支持国际货币基金组织的副首相安华，他提高政府开支及锁定令吉及美元的汇率，当时的经济学者普遍相信外资将因此却步马来西亚；而马哈迪的政策發揮效果，使马来西亚走出金融危机，成為当时受金融危机打击国家中最快復甦的國家。

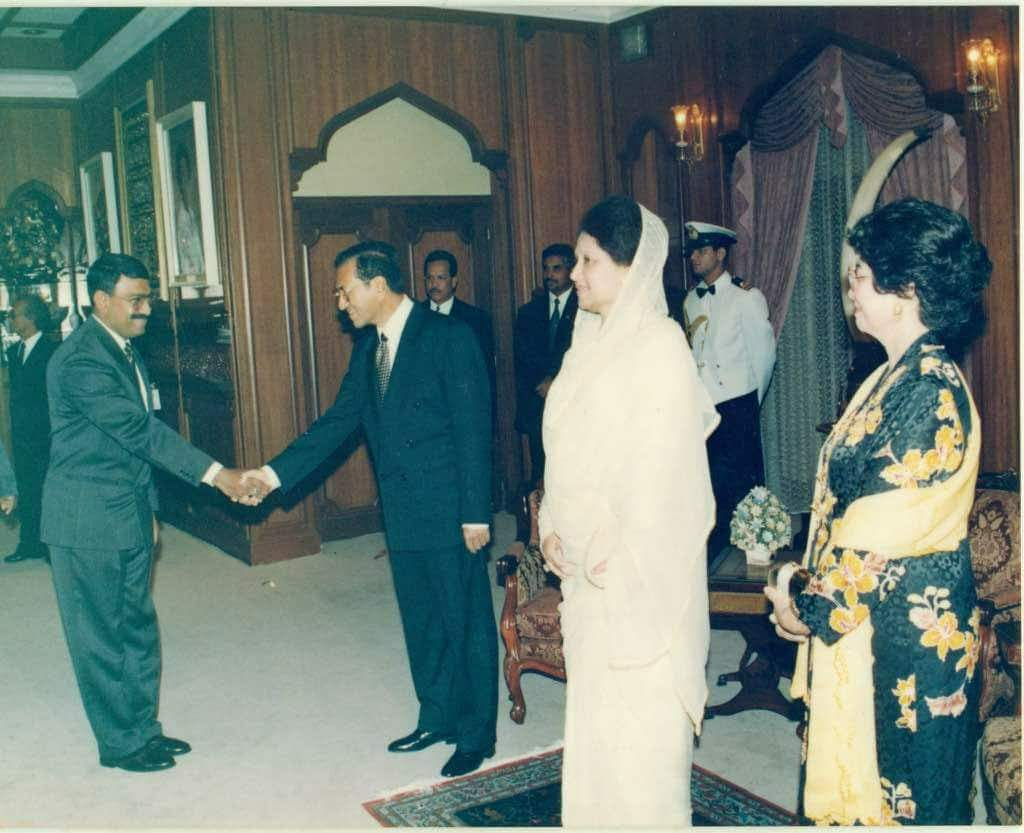
1994年10月，马哈迪夫妇在吉隆坡与孟加拉总理卡莉达·齐亚（右二）和其秘书穆罕默德·摩萨达克·阿里（Mohammad Mosaddak Ali）（左一）会面

在馬哈迪的領導下，馬來西亞從一個普通的發展中國家轉變成一個新興的工業化國家，經歷了巨大的經濟成長。在這段期間，馬來西亞的地理景觀也因著多項大型計劃而改變。1997年金融危機前，馬來西亞在全球經濟競爭力排名表上躍居第二十一位，人均年收入從1986年的1830美元增加到1996年的3627美元，國民富裕程度在整個東南亞地區僅次於新加坡和文萊，是泰國的2倍和印尼的5倍。馬哈迪政府也嘗試將馬來西亞打造成區域教育中心的同時，教育及語言政策趨向於寬松與開放，包括讓英語成為許多公立及私立大專院校的教學語言、中小學以英文教授數理課程，以及讓華文教育組織建立南方學院、新紀元學院及韓江學院。
在首相职的第二个十年里，马哈迪再次跟马来西亚王室对抗。1992年，苏丹依斯甘达的儿子是曲棍球选手，因袭击对手而被禁赛五年。依斯甘达做出回应，决定把柔佛曲棍球队撤出国家竞赛。当这决定受到当地教练批评时，依斯甘达命令他前往王宫并殴打他。 联邦国会一致谴责依斯甘达，马哈迪也抓住此机会移除苏丹对民事及刑事的免控权。报章支持马哈迪的做法，还前所未有地开始报导有关马来西亚王室成员的不当行为指控。当报章公开统治者奢侈的财富时，马哈迪削减对王室家族的拨款。随着新闻界及政府对抗他们，统治者们屈服了政府的提案，他们拥有的法案否决权在1994年通过的宪法修正案而被削弱。

#### 1998年至2003年

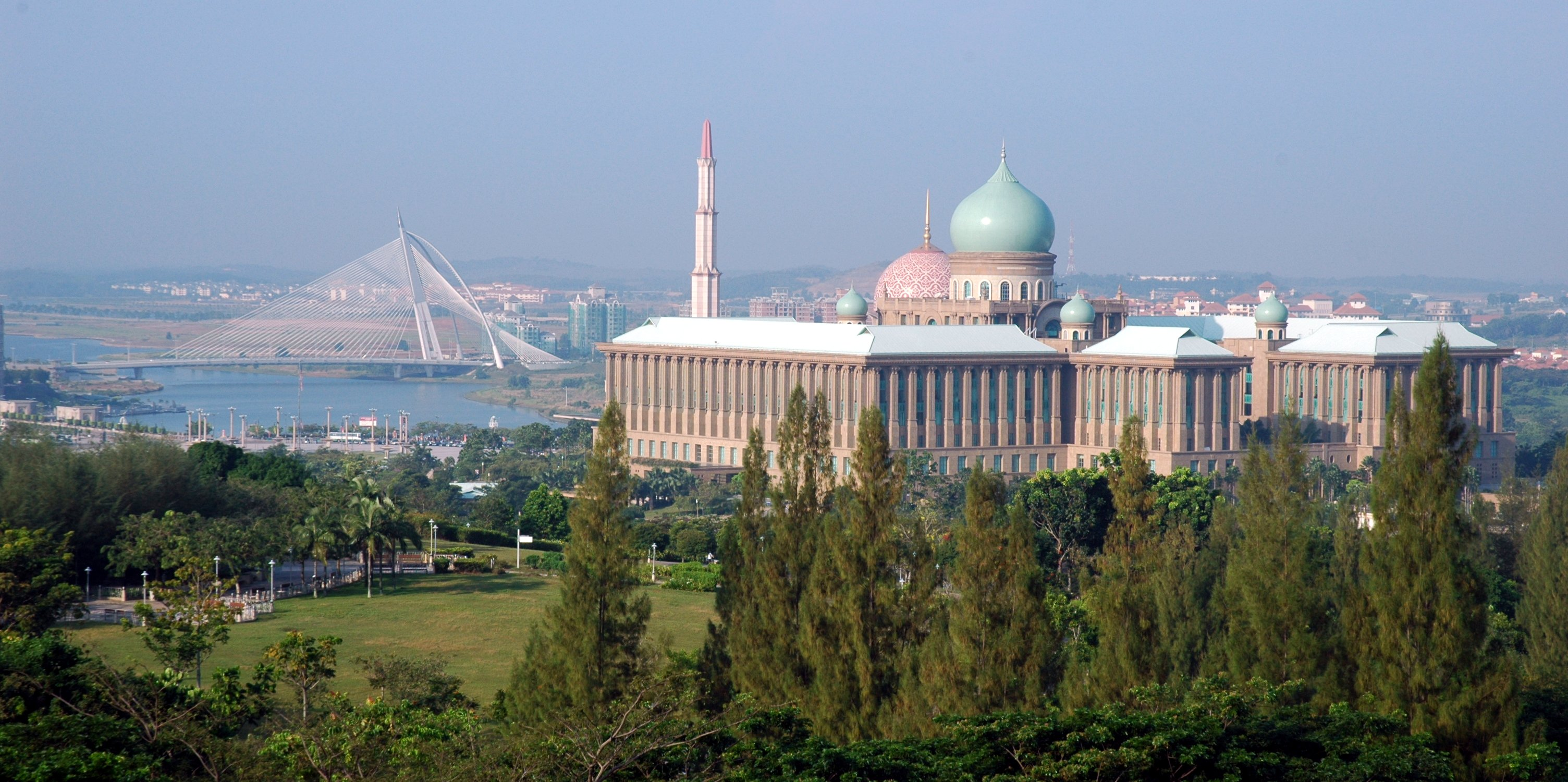
马哈迪时期建造的新行政中心布城

1990年中期，很明显的，马哈迪的权力因他的副手——安华的领导野心而感到严重威胁。安华开始与马哈迪拉开距离，公开宣传他优越的宗教信誉，也似乎表明放宽马哈迪在位时标志性的公民自由限制。尽管如此，马哈迪仍然继续推举安华为他的接班人，直至他们的关系因亚洲金融危机期间而破裂。当马哈迪摒弃国际货币基金组织建议的财政紧缩政策后，他们意见开始出现分歧。1998年9月2日，安华被革除副首相及财政部长职，还有被巫统开除党籍，这革职没有给予直接理由，不过媒体预测这跟巫统大会中出现的册子，宣传他涉及不道德行为的指控有关；安华在贪腐罪下被控四项罪名，指控安华滥权指示警方威胁恐吓指控被安华鸡奸的人。他于1999年4月被判有罪，入狱6年。之后的另一个审讯，安华因鸡奸罪成立而被判9年监禁。
1999年大选，马哈迪以22399张票击败12,261张票的马来西亚伊斯兰党中央委员苏基拉弟夫，此时的他已经连续7度中选古邦巴素国会议员。
2001年2月1日，马哈迪正式宣布布城成为马来西亚第三个联邦直辖区和事实上的行政首都。在2002年6月22日的巫统大会中，马哈迪宣布他将会辞去首相职，许多支持者涌往台上泪流满面地试图挽留他。之后他定于2003年10月退位，给予他有时间以确保他选定的继任者阿都拉·巴达威有序及没有争议的权力交接。2003年巫统大会，马哈迪最后一次以巫统党主席身份出席及主持开幕，他在大会中声明，自己引退后不会担任任何职位。同年10月31日，他正式把首相職務移交於副首相阿都拉。在职首相达22年，马哈迪在退位时是世界上在位最久的被选举国家领导人，他也是马来西亚在任最久的首相。卸任的当天，马哈迪与夫人茜蒂哈斯玛获得最高元首端姑赛西拉祖丁册封“敦”勋衔。

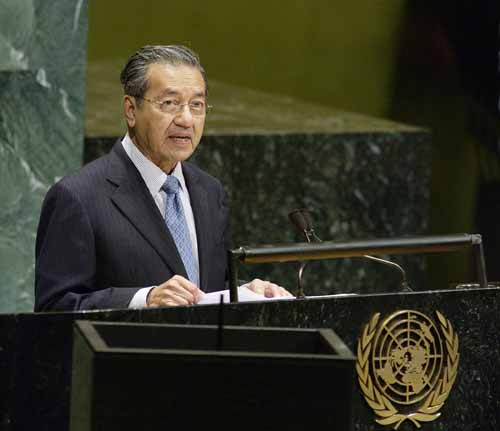
2003年9月，马哈迪在联合国大会上发言

### 外交事務
在马哈迪时期，尽管他被称为直言不讳的评论家，但马来西亚与西方国家的关系普遍良好。 在他任职早期，因对英国大学学费的小分歧而发起抵制英国货运动，这后来被称为“最后才买英国货”（Buy British Last）运动。这促使他开始在亚洲寻找发展模式，尤其是日本，始称为他著名的“向东学习政策”。尽管争议被英国首相撒切尔解决，马哈迪比起西方仍持续注重亚洲发展模式，他有时批评西方国家的双重标准。

#### 美国
在马哈迪担任首相期间，1992年5月7日，马哈迪受报界询问时郑重否认他曾拒绝接听美国总统老布什拨给他的电话。马哈迪是针对《远东经济评论》的一项报导，指布什在最近来本区域參訪时曾拨电给他，不过他拒听的指责作出澄清。马哈迪解释说，布什致电给他时恰巧是星期日，他不在办公室，因此没有机会接听电话。
1998年，美国副总统戈尔在马来西亚举办的亚太经济合作会议中发表演说談及：「民主赋予合法性印章使改革一定才会更加有效。在遭受经济危机的国家中也是如此，在各种语言上我们持续听到民主的呼声，如：People Power, doi moi, reformasi。今天此时此刻我们也听到来自马来西亚勇敢人民中的呼声。」
在2003年的入侵伊拉克期间造成两国之间的额外摩擦，马哈迪高调批评总统布什没有经过联合国授权的情况下采取行动。尽管如此，马来西亚与美国关系更加深入了。在2003年众议院小组委员会听证会（序列号108–21）中的美国对东南亚政策里，做出了结论：“尽管首相马哈迪公开发表的言论有时坦率和荒唐，美马关系在各方面如教育，贸易，军事和反恐方面仍然紧密。”

#### 新加坡
马哈迪是当时位于英属马来亚新加坡的马来亚大学医药学院校友（马来亚大学位于新加坡的院校后来易名为新加坡国立大学，位于吉隆坡的院校保留原名马来亚大学），他在英国统治期间的1953年在爱德华七世医药学院毕业，成为医生。马哈迪于1981年成为首相后，新加坡总理李光耀曾于同年10月受访时赞扬他为一位“深具说服力、直率与坦诚的人。”。
在马哈迪执政期间，馬來西亞与新加坡在一些方面取得进展：新加坡与马来西亚在1988年签署协议，马哈迪在柔佛河建造灵桂水坝（Linggui Dam）以提供生水予缺水城市（新加坡）。；李光耀和马哈迪宣布建造天然气运输管，从登嘉楼衔接至新加坡。
1989年，马哈迪因心脏病需动手术，在手术前一晚李光耀来电和其夫人茜蒂哈斯玛谈话；李要求茜蒂哈斯玛说服马哈迪展延手术，他可以提供一班医生团队飞往吉隆坡为马哈迪动手术，茜蒂哈斯玛回拒並感谢李光耀。马哈迪后来在著作《医生当家：敦马哈迪医生回忆录》里對此回憶称尽管多年来新马很多理念都不同，他本身仍感激李光耀的关心。
1997年1月，新加坡时任反对党领袖邓亮洪遭李光耀等11人控告诽谤，被要求赔偿名誉损失，邓亮洪连夜渡过新柔长堤去到马来西亚柔佛州。后李光耀起诉邓亮洪时，在宣誓书中指柔佛是一个以枪击、拦途抢钱劫车著称的州属。宣誓书于同年3月曝光后，随即在马来西亚引起公愤，马来西亚社會各界及政党纷纷抗议，要求李光耀收回污蔑性言论并且道歉，事后李光耀为其失言道歉，而马哈迪表示接受他的道歉。
直到2015年李光耀逝世后，已卸任的马哈迪在其部落格发表主题为〈光耀与我〉的文章表示悲伤及哀悼；他認為雙方對新加坡的成长提供不分仇敌的意见，而东南亚国家联盟在没有李光耀及印尼总统苏哈托下失去强势领导。在李光耀逝世一周年後，马哈迪向媒体表示新加坡人必需珍惜李光耀的付出与牺牲，評價他是新加坡成功的重要关键。

#### 其他
在波黑，马哈迪被认为是该国特别重要的盟友。2005年和2006年，他二度參訪；2007年2月，四个非政府组织即萨拉热窝科技大学、波斯尼亚学者大会、两个基督教组织塞尔维亚公民理事会以及克罗地亚民族理事会，因马哈迪在冲突期间的努力而提名他为2007年诺贝尔和平奖候选人。

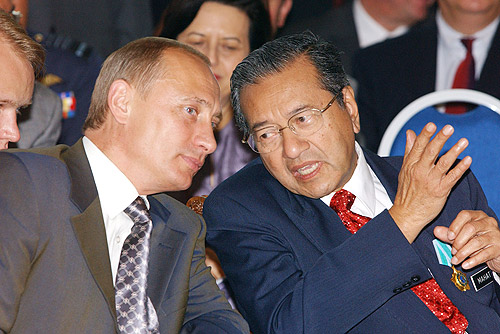
2003年8月，马哈迪在布城与俄罗斯总统弗拉基米尔·弗拉基米罗维奇·普京会面

马哈迪执政期间与其他发展中国家和穆斯林国家维持稳定良好的外交关系，并透过许多方式援助这些国家。一些发展中国家及穆斯林国家尊崇马哈迪，尤其是马来西亚取得相对较高的经济成长及马哈迪支持的开放与自由派穆斯林价值观；外国领袖如哈萨克总统努尔苏丹·纳扎尔巴耶夫称赞马哈迪並尝试模仿他的发展模式。马哈迪大力支持南北分歧的弥合，以及劝导穆斯林国家的发展，同時参与各种非北约集团如东盟、七十七国集团、不结盟运动、伊斯兰国家组织，以及在坎昆举办的世界贸易组织论坛的22国集团。

## 退出政治時期（2003年至2015年）
在退位后，马哈迪受封護國瑪哈拉惹勳章，使他的名字冠上“敦”勋衔。他承诺“完全”退出政治，拒绝在阿都拉内阁受委名誉职位。阿都拉立刻标签他是沉静及较少对抗的前首相。在宗教信誉比马哈迪强的情况下，阿都拉反击伊斯兰党在1999年大选的声浪，在2004年大选大胜，在219国会议席中取得199席位。马哈迪是许多马来西亚旗舰公司的首席执行员，主席或资深顾问，如普腾、首要领导基金会和马来西亚政府掌控的国家石油公司等。
马哈迪和阿都拉·巴达威在2005年因普腾而开始闹翻。普腾执行长是马哈迪的亲信，在董事会中被开除。在阿都拉的祝福下，普腾出售其中一项公司资产，即摩托车公司MV阿古斯塔，该摩托车公司曾在马哈迪的管理之下。马哈迪也批评奖励外国车进口准证的做法，指这将会影响普腾的国内销售量，还有攻击阿都拉取消第二条衔接马新的弯桥计划。当他计划发起反对阿都拉在党内的领导时，但未能成功在巫统区部捍卫主席职而无法成为2006年巫统大会的中央代表。2008年大选之后，因国阵巫统在国会失去三分之二席位，马哈迪宣布退党。阿都拉在2009年由其副手纳吉取代后，马哈迪再次加入巫统。

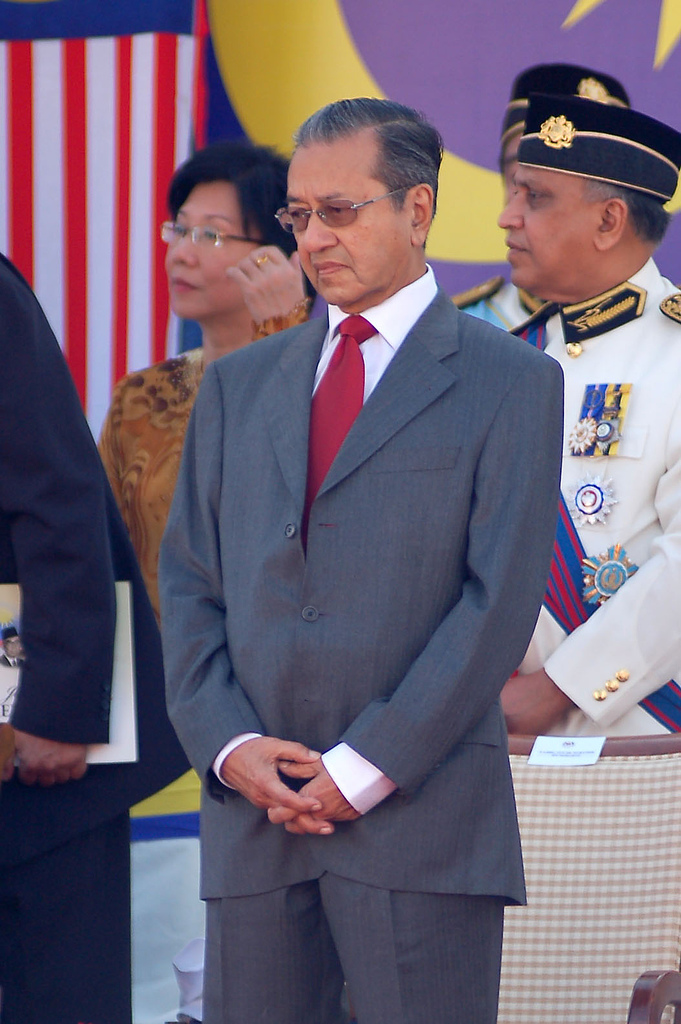
2007年马哈迪出席国庆日庆典

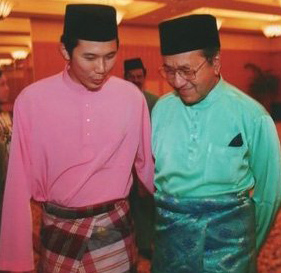
2012年1月，马哈迪与马来西亚摄影师陈文杰会面

马哈迪在2005年发起吉隆坡战争罪行论坛，使他在2006年成立首要全球和平组织（Perdana Global Peace Organisation），他们反對战争，倡導全球和平；2010年，首要全球和平组织注册为非政府组织，马哈迪为组织主席。
2006年7月28日，马哈迪开始了吉兰丹演讲之旅，在甫抵达哥打巴鲁机场后，就发生骚乱。马哈迪在向支持者演讲时，遭人以胡椒剂袭击，并无大碍，他在下榻酒店接受治疗后继续进行下午的行程，時任全国副总警长慕沙哈山（Musa Hassan）证实此事件实与其支持者之间出现的争执有关。另一方面，马哈迪成立吉隆坡战争罪行委员会，以调查美国，以色列及其盟友在伊拉克，黎巴嫩和巴勒斯坦领土的活动。此外，馬哈迪仍持續有公開活動。2011年4月28日，马哈迪与前首相阿都拉·巴达威在吉隆坡会见中华人民共和国国务院总理温家宝。

## 復出政坛（2015年至2018年）
2015年随着一个马来西亚发展有限公司丑闻（1MDB）浮出水面，马哈迪开始批评首相纳吉·阿都拉萨，比之前的阿都拉·巴达威更激烈，他一直要求纳吉辞职下台。8月29日，他与妻子茜蒂哈斯玛出席净选盟4.0集会，连续两天的集会中约有50万人要求纳吉辞职下台。
2016年，马哈迪发起几次的抗议活动，他与希望联盟还有一些非政府组织起草《公民宣言》以示要纳吉辞职。該年2月29日，马哈迪宣布二度退出巫统。纳吉对贪腐指控的回应是集中权力，撤换副首相，起诉发表一马公司言论的馬來西亞華人公會前总会长林良实，冻结两家报章的出版及在国会通过国家安全理事会法令，该法令允许首相拥有前所未有的权力。6月，马哈迪也活跃于两场国会议席补选，为希望联盟的國家誠信黨站台。8月，他与被纳吉开除的前副首相慕尤丁等人创立土著团结党。
与此同时，马哈迪在纳吉起诉林良实诽谤案中也给予了马华前总会长林良实支持和协助。2016年2月15日，马哈迪入禀宣誓书，支持林良实申请撤销纳吉的诽谤诉讼，理由是纳吉在滥用司法程序。3月31日，纳吉入禀法庭，申请撤销马哈迪支持林良实撤销纳吉诽谤诉讼的宣誓书，并于7月18日获法庭批准。
2017年，马哈迪宣布土著团结党加入希望联盟。他也被推选为成为希望联盟总裁，还有是潜在的首相人选。2018年1月7日，马哈迪在2018年希望联盟代表大会上被推举成为希望联盟的首相人选，希望联盟主席旺阿兹莎为副首相人选，以迎接2018年马来西亚大选的到来，同时通过法律程序特赦安华·依布拉欣，然后让安华在2020年接任首相。
而在2018年5月9日的馬來西亞第十四屆全國大選上，馬哈迪所领导的希望聯盟成功以简单多数执政，終結了國民陣線在馬來西亞獨立至今的一黨獨大，以及推動了該國首次的政黨輪替，同時也在5月10日晚上9时30分左右於國家王宮宣誓就職馬來西亞第七任首相。
由於马哈迪年事已高，他需尋找接班人在數年內接替他的相位，故指令特赦局着手处理盟友安华·依布拉欣的特赦事宜，并使安华于2018年5月15日在得到最高元首特赦后重获自由。隨後正式加入希望联盟党主席理事会，成為執政聯盟領導之一。重新成為马哈迪的接班人之后，马哈迪承諾將會兩年之後交權予安华。

## 再度出任首相（2018年至2020年）
隨著希望聯盟的勝利，马哈迪希望在5月10日下午5時前宣誓就任首相；儘管纳吉·阿都拉萨在5月10日早上11時承認敗選，由於希望聯盟當時未被馬來西亞選舉委員會承認，所以沒有單一政黨或政黨聯盟取得下議院過半議席，使得政府委任權落入最高元首手上。後來國家皇宮發表聲明，確定馬哈迪將於當日下午9時30分宣誓就任首相，並否認有任何拖延行為；下午10時，馬哈迪正式宣誓就任首相。
在任期间，馬哈迪曾是世界上最高齡領導人。根據希望聯盟的計劃，旺阿芝莎會出任副首相，她成為馬來西亞史上首位女性副首相。馬哈迪承諾上任後馬來西亞會「恢復法治」，並對一個馬來西亞發展有限公司醜聞（1MDB）做出深入及透明的調查；他對媒體表示，如果前首相纳吉·阿都拉萨犯錯，納吉自己須對此承擔後果。

### 国内事务
马哈迪於任期內開展數項國內事務。2018年5月16日，蒙古国总统哈勒特马·巴特图勒嘎致函马哈迪表達祝賀勝選任相，同時在信中表示其關注發生在2006年10月18日、一名蒙古籍母亲阿丹杜雅遭到谋杀的案件（阿尔丹杜雅·沙丽布谋杀案）。”6月20日，马哈迪下令重查阿尔丹杜雅谋杀案和赵明福案。
国家施政、诚信和反贪中心（GIACC）由马哈迪于2018年6月8日宣布成立，并由反贪会前主席阿布卡欣领导，专司就反贪廉正与施政事项扮演评估监督协调的角色，并直接向首相汇报。2019年1月29日，马哈迪推介为期5年的“2019-2023年国家反贪蓝图”（NACP），矢言全力打击贪污问题，改善国家形象，6大主要防贪领域分别是政治、公共行政、执法、司法、立法和企业管理。
在經濟和產業政策方面，2019年4月19日，马哈迪推介“5G马来西亚：社群跃进”展览会，“5G马来西亚”的推介也是延续马哈迪在1996年提出的多媒体超级走廊发展项目。對於推廣觀光旅遊，在“墨镜人猿”标志于2018年1月受到民众挞伐后，希盟政府上台后决定撤换它；2019年7月起，马哈迪政府推介全新的“2020大马旅游年”标志。新标志融合马来西亚的各种代表性特征：犀鸟、大红花、野生蕨类和马来西亚国旗的颜色，代表着马来西亚在文化、历史、自然资源和度假体验的多元特色。同年10月，马哈迪推介《2030年共享繁荣愿景》（Wawasan Kemakmuran Bersama 2030，WKB2030)，主張打造马来西亚成为成为公正对待各族群、具包容性的经济体，让所有马来西亚人最迟在2030年能享受体面生活；该愿景贯穿3大主要目标，即“全民发展”、“缩小贫富差距”、“打造团结、繁荣、有尊严国度”。
2020年1月10日，首相办公室发文告宣布，内阁在1月8日决议马哈迪任代教育部长，直至新教育部长上任，时任教育部副部长张念群在臉書贴文表示会支持和配合马哈迪将实施的教育转型工作。

### 外交事務

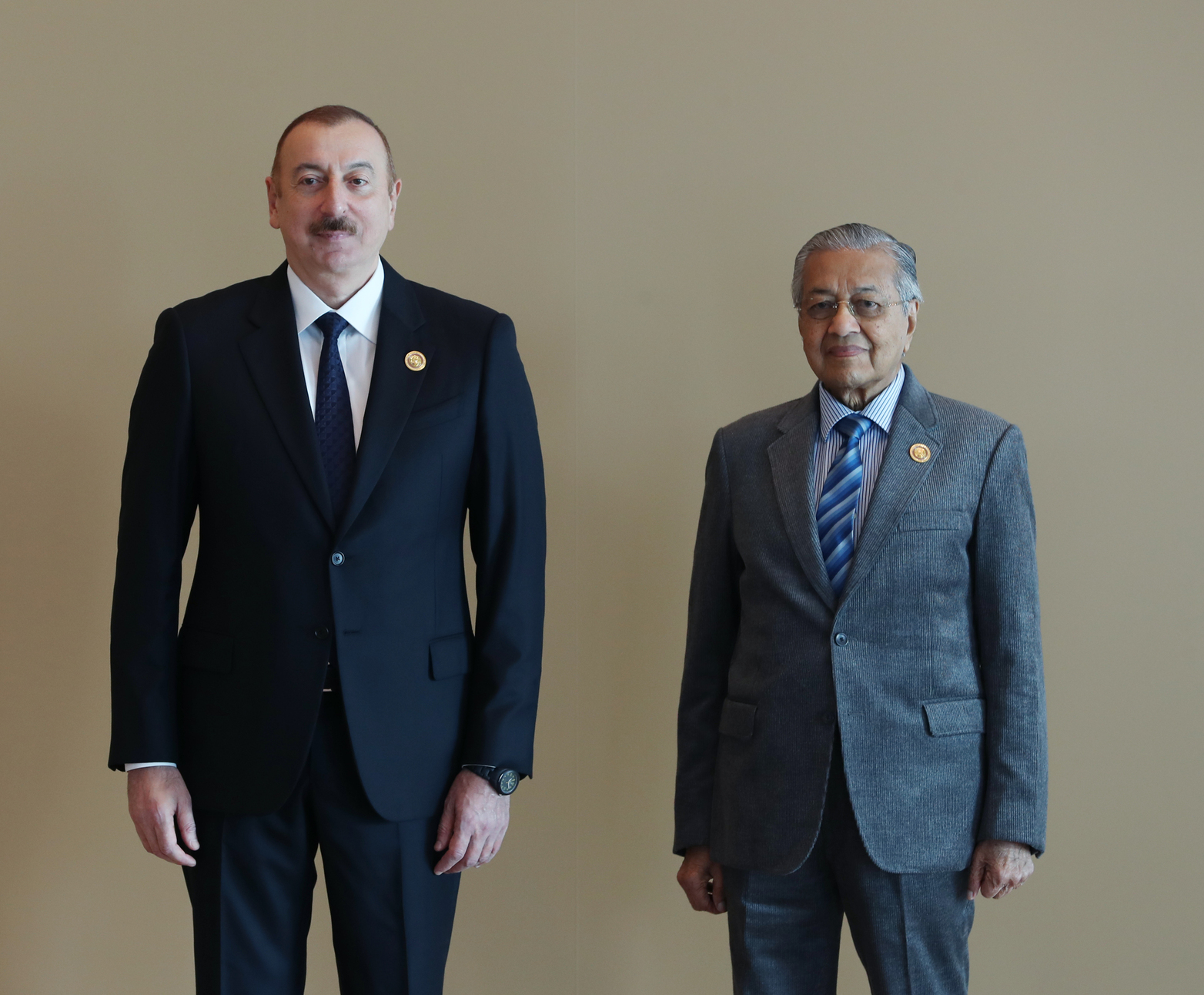
2019年10月，马哈迪出席于阿塞拜疆首都巴库举行的第18届不结盟运动峰会，並与該國总统伊利哈姆·阿利耶夫会面

复任首相期间，他数次出访其他国家或与各国领导人交流会面。截至2019年7月30日，马哈迪已出国參访22次，相关费用达1432万令吉。2019年9月18日，马哈迪在首相办公厅为新马来西亚外交政策框架主持推介礼致词时说大马外交政策基本要素保持不变，继续奉行独立时有原则和务实的外交政策，与所有国家保持友好关系，并以国际法和规范，和平解决争端。

#### 中華人民共和國
马哈迪熱衷研究中国历史。1994年5月11日，他在其出访中华人民共和国的一篇演讲稿中表示：“对于我个人而言，在过去六十年的岁月里，我都在密切追随发生在中国的系列历史事件。我也花了很大心力，在阅读中国二千年以来的历史。”
马哈迪於2018年上任後兩度訪華，分別於2018年8月和2019年4月參與「一帶一路」高峰論壇，他主張马来西亚期待扮演“一带一路”上的贸易枢纽角色，並认为海上丝绸之路的倡议对于马来西亚作用非常重要。在2018年的出訪中，中、馬两国政府签署联合声明並举行联合记者会；雙方签署一系列經濟和金融合作文件，並在联合声明中表达对「南海问题」的共同立场。中華人民共和國媒體《環球時報》評論認為中马友好合作的基础已经非常牢固，马国政党轮替和双方合作中具体问题都不会对这一基础构成冲击，而马哈蒂尔本人是中马关系的推动者；另一方面，马哈迪亦於其他訪談中表示：「我们不希望发生因为贫困国家无法与富裕国家竞争而出现一种新型殖民主义的情况。」；「中国非常清楚，过去西方势力曾将不平等条约强加给中国，所以中国应该同情我们。」。
對於中华人民共和国內政議題，马哈迪不時表達看法。他對於新疆維吾爾族人權相關爭議表示譴責，同時表示單純譴責不能達成任何實質結果。2019年9月27日，马哈迪接受博纳新闻（BenarNews）采访时，被问及为什么穆斯林国家的领导人对于中国新疆维吾尔人问题上保持沉默，马哈迪认为：「因为中国是一个非常强大的国家，不可尝试做任何会失败的事情，所以最好找到其他一些不太暴力的方法，不要过多地与中国对抗，因为中国是马来西亚的重大贸易伙伴。」。對於香港的反對逃犯條例修訂草案運動，马哈迪認為林鄭月娥應辭去香港特首一職，並擔心中国共产党會動用其他地區的軍人赴港鎮壓相關示威活動，令六四天安门事件在香港重演。而2019年10月29日，英美等國家對於中國大陸的新疆政策，在聯合國發佈23國聯名信加以抨擊時，馬來西亞保持不干涉政策，并未參與。
對於「南海爭議」，在被问及马来西亚和中国同意建立解决海事争端的双边机制，而东盟国家是否正在放弃多边方法的问题上，马哈迪认为其他东盟国家没有能力在南海问题上制止中国；因此不管喜欢与否，马来西亚都必须与中国打交道：「中国是一个大国，马来西亚过去2,000多年一直存在于中国附近，是因为我们清楚自己的生存之道。当我们没有能力时，我们不会四处尝试进取，而是使用其他方式，如过去马六甲王朝向中國朝貢。」；他也对马来西亚专属经济区内发现有中国船只进行石油和天然气勘探有关的调查时表示，这些船只未获批准进入，但不会尝试积极将他们赶走，而是保持观察。
马哈迪對此議題曾批评其他国家：「南海问题不在东盟，问题是和中国交恶的外国，可能会想挑撥中国，并尝试拉拢東盟國家的支持。就因为他们与中国交恶，也要东盟和中方敌对，而萬一有戰爭時，则是東盟国家受苦，而这些國家将置身度外。」他數次表示目前中方和東盟已經達成協商處理爭端「不使用武力」的共識，针对南海问题可以继续谈判以维护马来西亚的主权主张，並与中美和其它国家维持友好关系；南海不应有太多軍事或挑衅活动，以避免造成局势紧张。
2020年2月13日晚，中华人民共和国主席习近平与马哈迪通话，马哈迪对新冠肺炎疫情表示慰问，习近平也称马哈迪是中国人民的老朋友。

#### 美国

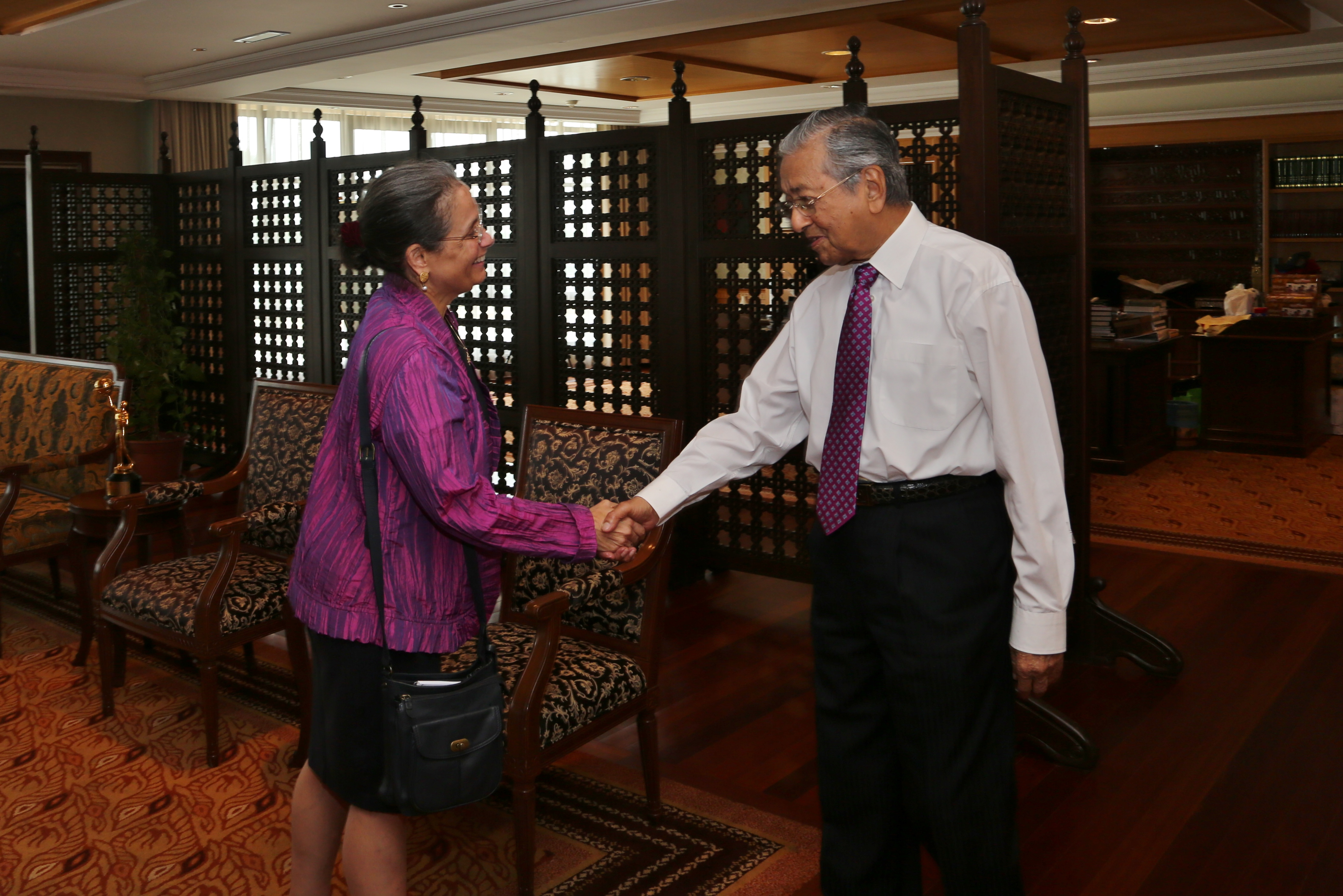
2018年5月，马哈迪会见美国驻马大使雷荷花（Kamala Shirin Lakhdhir）

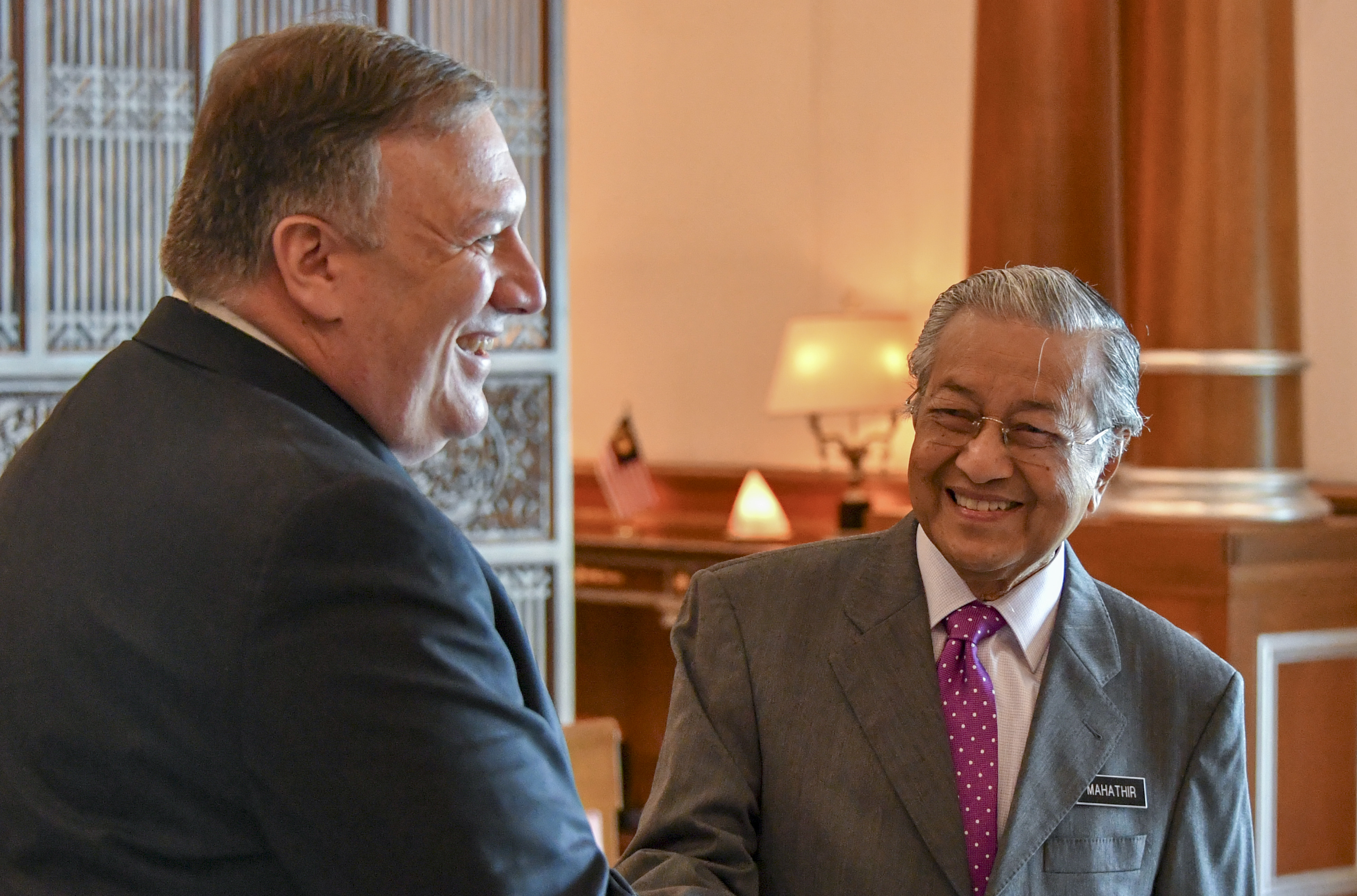
2018年8月，马哈迪在布城與美国国务卿邁克·蓬佩奧會談

马哈迪当上首相后，美国总统唐纳德·特朗普恭贺马哈迪，并表示兩国的关系建立在长久密切的人民关系、民主价值及商业关系上。2018年8月3日，马哈迪在首相署接见首次访马的美国国务卿蓬佩奧，蓬佩奥恭贺马哈迪在2018年马来西亚大选大获全胜。
伴隨中美貿易戰，美國於2019年再發起科技戰，宣揚對於中华人民共和国科技公司的相關爭議，马哈迪對此表示：“美国不可能永远在技术方面领先，世界应该接受中国成为科技强国”，而“马来西亚将尽可能多地使用华为技术”。他認為美國遲早必須接受东方国家也有科技能力的事实：“美国想要一个永远领先的局面，如果我（美国）不领先，我就制裁你，就派军舰去你的国家，这不是竞争，这是威胁，这不是应该使用的办法。”。對於美國的「中國監聽論」，其表示就算真有監聽，「我們就像一本打開的書沒什麼陰謀」，同時表示「中国崛起」是不可否认的事实，在军事上对抗中国非常危险。對於美国在南海的演習，马哈迪認為：“将战舰送到该地区并进行可能导致强烈对抗的演习，那並不是答案”，並警告美中两国间的冲突只会引发更大的灾难，且可能对南海地区造成负面影响；他表示理性负责的国家應平和讨论问题，並思考如何和中国相處。
至2020年11月21日，马哈迪卸任後接受《日经亚洲评论》访问时，由於時任美國总统唐納·川普任內引发的中美贸易战对包括马来西亚在内的全球经济带来影响，马哈迪預判2020年美國總統選舉當選的新任美國總統乔·拜登会采取相較川普更理性的措施，他表示：“在特朗普的主政下，美国和其他国家的关系毁于一旦，因为与中华人民共和国、欧洲、墨西哥甚至加拿大吵架。”；“拜登将会与中华人民共和国建立正常化的关系，而这对我们而言非常重要。”同時，马哈迪也认为拜登可以重建美国在特朗普政府领导下受损的一切。

#### 以色列
马哈迪在2019年出席第74届联合国大会演講時严厉批评以色列是透过侵吞巴勒斯坦人的土地、和驱逐90%阿拉伯裔人口来建国，正是恐怖主义的根源；他認為因为让以色列建国，才让穆斯林和伊斯兰教与恐怖主义脱不了关系。他谴责以色列持续违反国际法律和世界规范，欺压和不公平对待巴勒斯坦人，却没遭受到国际制裁感到不合理。马哈迪也表示虽然马来西亚接受以色列建国的“既定事实”，但不接受以色列公然没收巴勒斯坦土地作为以色列人的定居点，以及占领耶路撒冷的行为，因此坚持表示两国不会建立外交关系。

#### 其他
英國：2018年以及2019年，马哈迪二度出访英国，2018年的訪問是他自2018年马来西亚大选以来的首次欧洲參訪行程，行程中马哈迪也于9月26日到美国进行工作參訪并在9月28日出席第73届联合国大会。2019年1月17日，马哈迪前往西非国家塞内加尔首都达喀尔出席“第三届非洲崛起国际大会”，并在牛津大学发表演讲。同年6月15日，马哈迪夫婦访问伦敦，於隔日在剑桥学生会（Cambridge Union）发表题为《大马和东南亚民主》的演讲。
俄羅斯：2018年11月，马哈迪出席东协峰会期间与俄罗斯总统弗拉基米尔·普京举行双边会晤。2019年9月4日，马哈迪出席在符拉迪沃斯托克举行的第5届东方经济论坛，他先前最后一次出访俄罗斯是在2002年；隔日，马哈迪会晤普京，他对媒体表示不排除在会面时和對方商议马来西亚航空17号班机空难，他受訪表示马来西亚对於荷兰安全委员会领导的国际联合调查团队，就马航MH17客机在乌克兰东部上空遭击落事件的一些调查结果表示怀疑。
北韓：馬哈迪對於2018年朝美首脑会晤表示歡迎並表示世界不應對朝鲜最高领导人金正恩懷疑他對於和平的期盼，並表示馬來西亞重開北韓駐當地大使館，改善因金正男遇刺事件而低落的兩國關係。
南韓：對於韩国，2019年3月13日，马哈迪在布城首相署与到访马来西亚的韩国总统文在寅会面，这是文在寅担任韩国总统后首次对马来西亚进行访问，马哈迪讚扬韩国汽车工业并希望两国可多个领域合作。同年11月24日，马哈迪夫婦扺达韩国釜山参加东盟韩国纪念峰会，並於首尔和文在寅见证四份兩國間的谅解备忘录签署仪式。

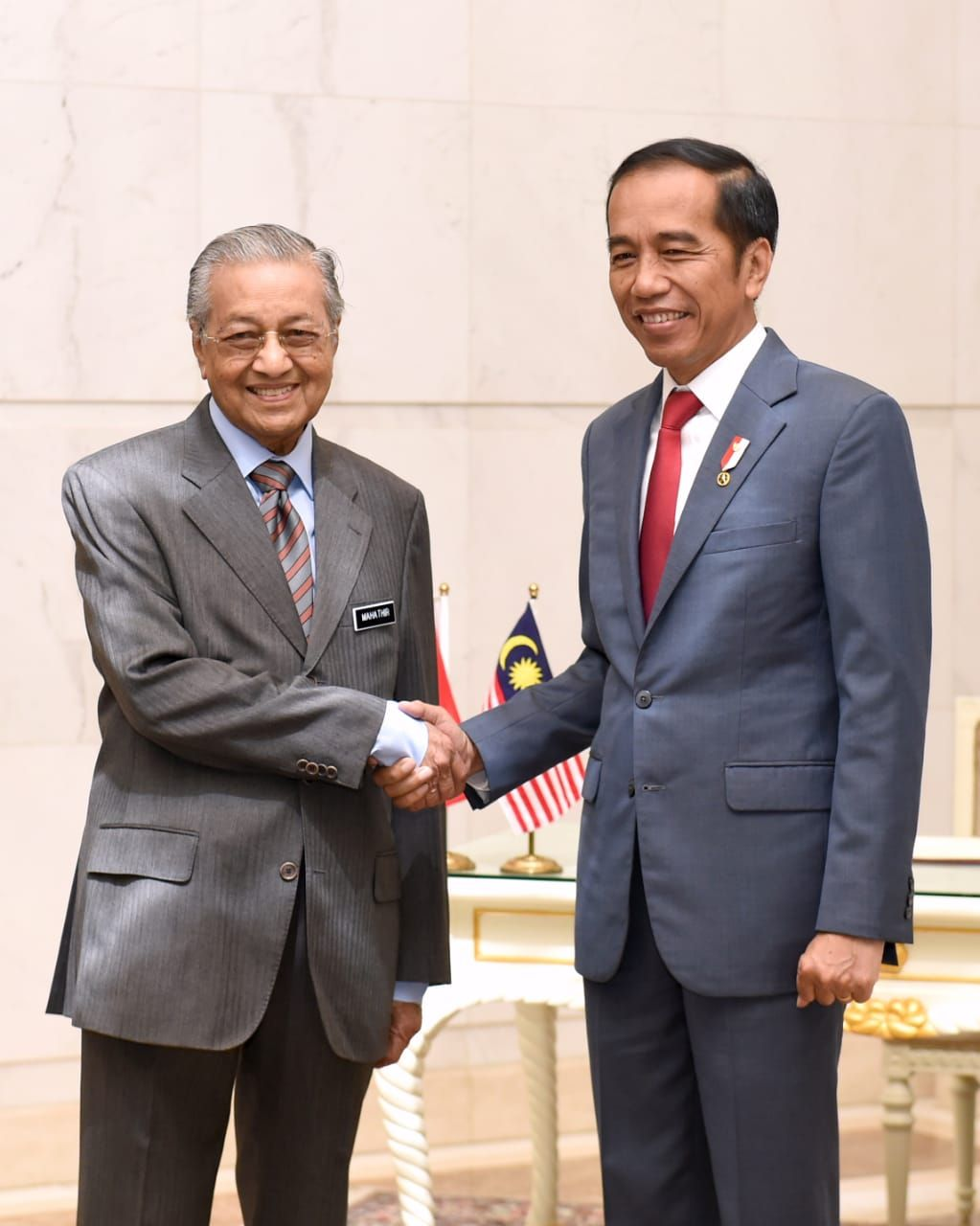
2019年8月，马哈迪在布城接见印尼总统佐科·維多多

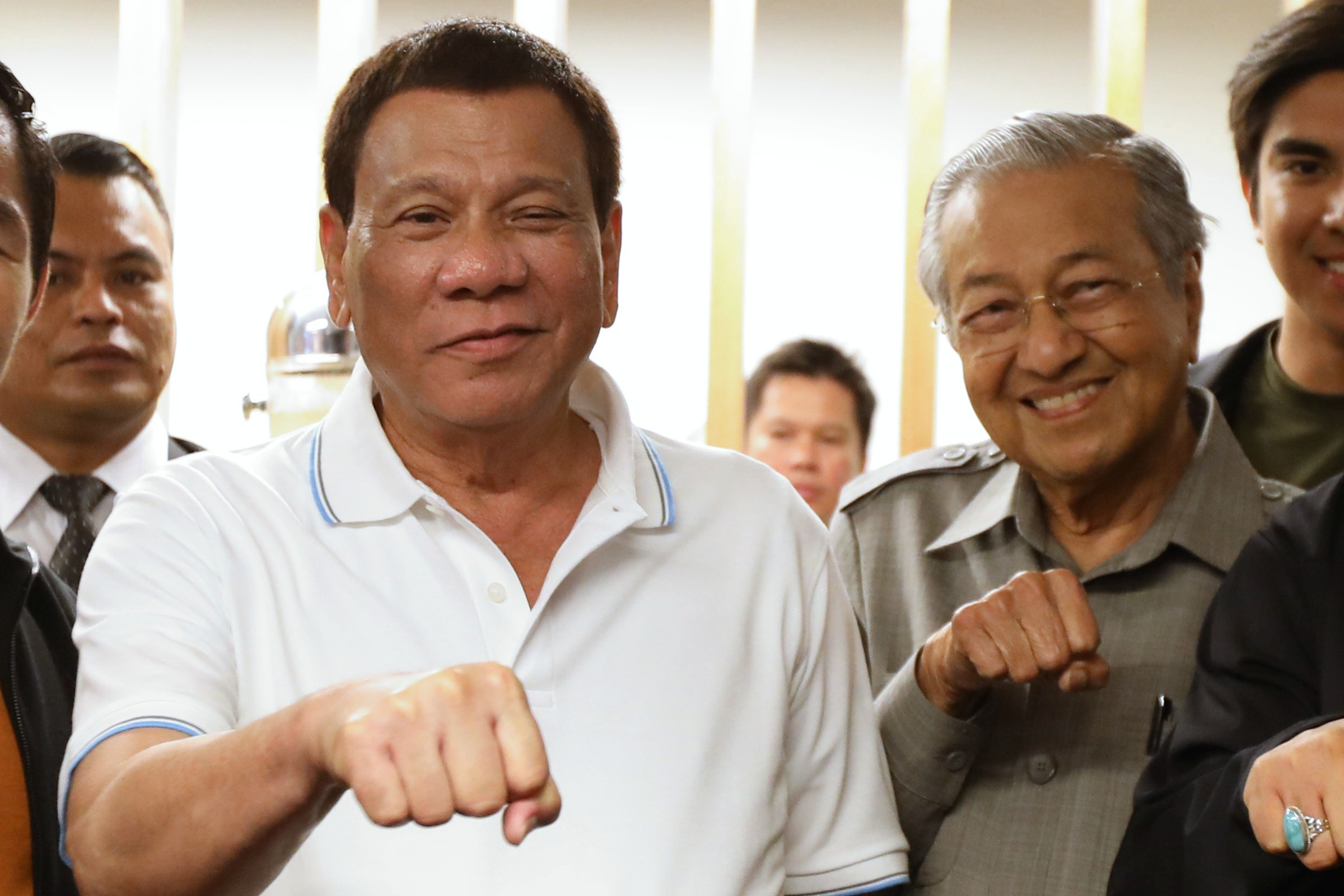
2018年7月，马哈迪与菲律宾总统罗德里戈·杜特尔特合照

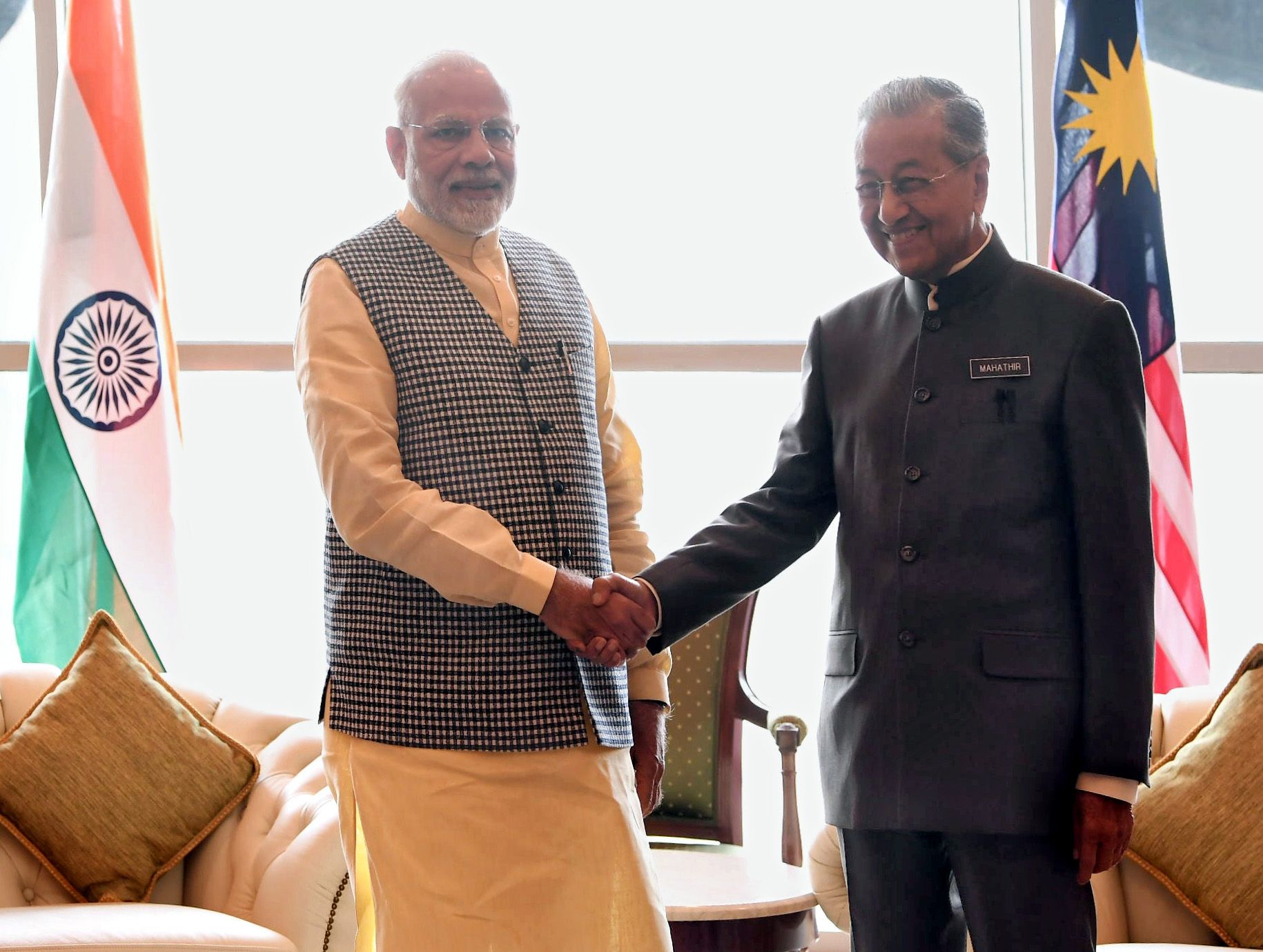
2018年5月，马哈迪与印度总理纳伦德拉·莫迪会面

土庫曼：马哈迪與东南亚国家联盟之成員國等其他國家各有互動，2018年起，他陸續和新加坡總理李显龙、泰国总理巴育·占奥差、印尼总统佐科·维多多、越南总理阮春福、菲律宾总统罗德里戈·杜特尔特、荷兰首相马克·吕特、巴基斯坦总理伊姆蘭·汗'、印度总理纳伦德拉·莫迪、土库曼斯坦总统库尔班古力·别尔德穆哈梅多夫等國家領導人會面。

### 辞职
2020年2月24日，马哈迪向马来西亚最高元首苏丹阿都拉递交辞呈，稍后亦辞去其担任的土著团结党主席职务，他公開發表談話自述原因是发现自己失去多数党员的支持，該政黨的決定違反自己的建議，他已失去政黨的支持。土团党总裁慕尤丁也在同日发文告宣布退出希盟；當日马来西亚国家元首苏丹阿都拉委任其为过渡首相，以等待新的首相出炉。慕尤丁宣布土团党退出希盟對各州帶來影響，為霹靂州、柔佛、馬六甲及吉打政權产生变动危机。
2月27日，马哈迪宣布回归土团党担任主席，公正党主席安华与马哈迪分庭抗礼，拒绝马哈迪回归希盟继续担任首相；在此情况下，他开始争取其他政党的支持，但表示不会接受巫统和伊斯兰党提出的合作意愿。2月29日，国家元首苏丹阿都拉宣布委任慕尤丁为新首相，且於3月1日宣誓就任，马哈迪也因此卸下过渡首相职务。

## 晚年生涯（2020年至今）

### 政治活动
2020年3月1日卸任首相後，馬哈迪並無放棄回朝，在土團黨內與慕尤丁派系分庭抗禮。直至同年5月28日，土团党最高理事会宣布终止马哈迪派系等6人党籍，马哈迪在同年6月9日带领被開除党籍的土团党领袖入禀法院挑战該决定。
马哈迪也与安华·依布拉欣领导的希望聯盟展开谈判，企图回归该阵营，而最终谈判破裂。2020年6月至7月期间，安华领导的希盟成员试图与马哈迪阵营组成泛希望联盟（PH Plus）而展开谈判，两人在首相人选中产生严重分歧。而安华与马哈迪的后续协议中，提出数个职位分配，包括确保马哈迪遵守「任相半年」的献议以及提名时任沙巴首长沙菲益阿达担任首相职位的建议，但由於希盟内部意见不一，最终无法达成共识。
随着马哈迪起诉土团党终止党籍的诉讼于2020年8月7日被法庭撤消而宣告失败后，他在同日宣布将成立新政党，而多位土团党分支领导人带领党员宣布退党，加入他新成立的祖国斗士党。马哈迪曾一度宣布退出政坛，以让年轻领袖取代他，之後在受到党员反对后改口称如果人民愿意，自己会再次出任首相职位，以杜绝马来西亚的金钱政治，他也认为斗士党在来届大选可成為「造王者」。2021年7月8日，马哈迪宣布斗士党已成功注册。

2022年2月23日，马哈迪在布城首要领导基金会推介斗士党柔佛州选竞选活动。他在推介礼上宣布，该党将在柔佛州选举中，竞逐42个席位；自3月起，马哈迪參與各式競選活動，抨击前首相纳吉·阿都拉萨，並認為在野党的分裂使巫统获得2/3支持单独执政，主張斗士党需要深入研究合作的关系。3月31日，斗士党主席慕克里·马哈迪称国民联盟主席慕尤丁已和马哈迪讨论第15届全国大选的合作事宜，马哈迪則於隔日在记者会表示慕尤丁会见他是企圖寻求他的支持以再任首相，並遭到他拒絕。8月4日，马哈迪宣布创立祖国行动联盟（Gerakan Tanah Air）；9月6日，马哈迪宣布该阵线已向社团注册局登記參選第15届大选。
2022年10月11日，马哈迪召开记者会宣布会參選角逐浮罗交怡国会议席。马哈迪面对来自四位对手的挑战，包括国阵巫统的阿敏沙、国盟土团党的苏海米阿都拉、希盟诚信党的再比迪，以及独立人士阿都卡迪，外界分析认为马哈迪在浮罗交怡的声望难以撼动，將能成功蝉联。
馬哈迪在競選期間提出七项改革议程，让国家再次成为“亚洲之虎”；此外，马哈迪主張祖国行动联盟不与国阵合作，並抨擊巫统执意举行大选、不在意人民和国家的未来。11月19日，马哈迪败给国盟候选人苏海米，他获得4,566张选票，其领导的祖国行动联盟亦全军覆没。这是马哈迪自1969年败选以来的第二次选举败选
2023年2月9日，马哈迪因不满祖国斗士党退出祖国行动联盟，马哈迪并与13名斗士党高层成员退出该党，这也是马哈迪第三度退出由自己创立的政党。2月25日，马哈迪宣布与13名斗士党高层成员加入由依布拉欣阿里领导的土著权威党。3月1日，马哈迪正式加入土权党担任顾问，党员编号是No.1
2023年下旬，马哈迪开始推动“马来宣言”，旨在团结马来人。他会见了伊斯兰党和国民联盟领导人，以争取对列出政治、经济和社会问题的12点文件的支持。马哈迪因此次活动根据马来西亚刑法典受到警方讯问。5月，马哈迪离开了祖国行动联盟，他批评联盟在选举中表现不佳 。他在2023年马来西亚州选中支持伊斯兰党，并被聘请为其控制下的四个州政府的“非官方顾问”。
2024年1月，马哈迪长子米占和次子莫扎尼分别涉及多项贪腐及滥权案件被马来西亚反贪污委员会传召。3月11日，马来西亚反贪污委员会宣布调查涉及到潘朵拉文件以及巴拿马文件的相关人物包括马哈迪的两个儿子米占和莫扎尼。3月26日，据彭博社报道反贪会调查米占和莫扎尼的目的是为了调查马哈迪在其执政时期是否存在贪污腐败以及滥权的问题，并同月31日得到了慕克里的证实。4月16日，馬哈迪在其博客回應稱，反贪污委员会声称他抵触了法律，至今却拿不出任何相关证据。“如果反贪会有证据，请出示相關證據證明。”4月25日，马来西亚反贪污委员会主席阿占·峇基证实马哈迪因财产申报原因被该机构调查。6月，马哈迪在接受半岛电视台专访时表示他的主要收入来自于在担任首相任内的工资，这些收入主要用于一个马来西亚发展有限公司案件相关的活动。

## 個人生活

### 婚姻

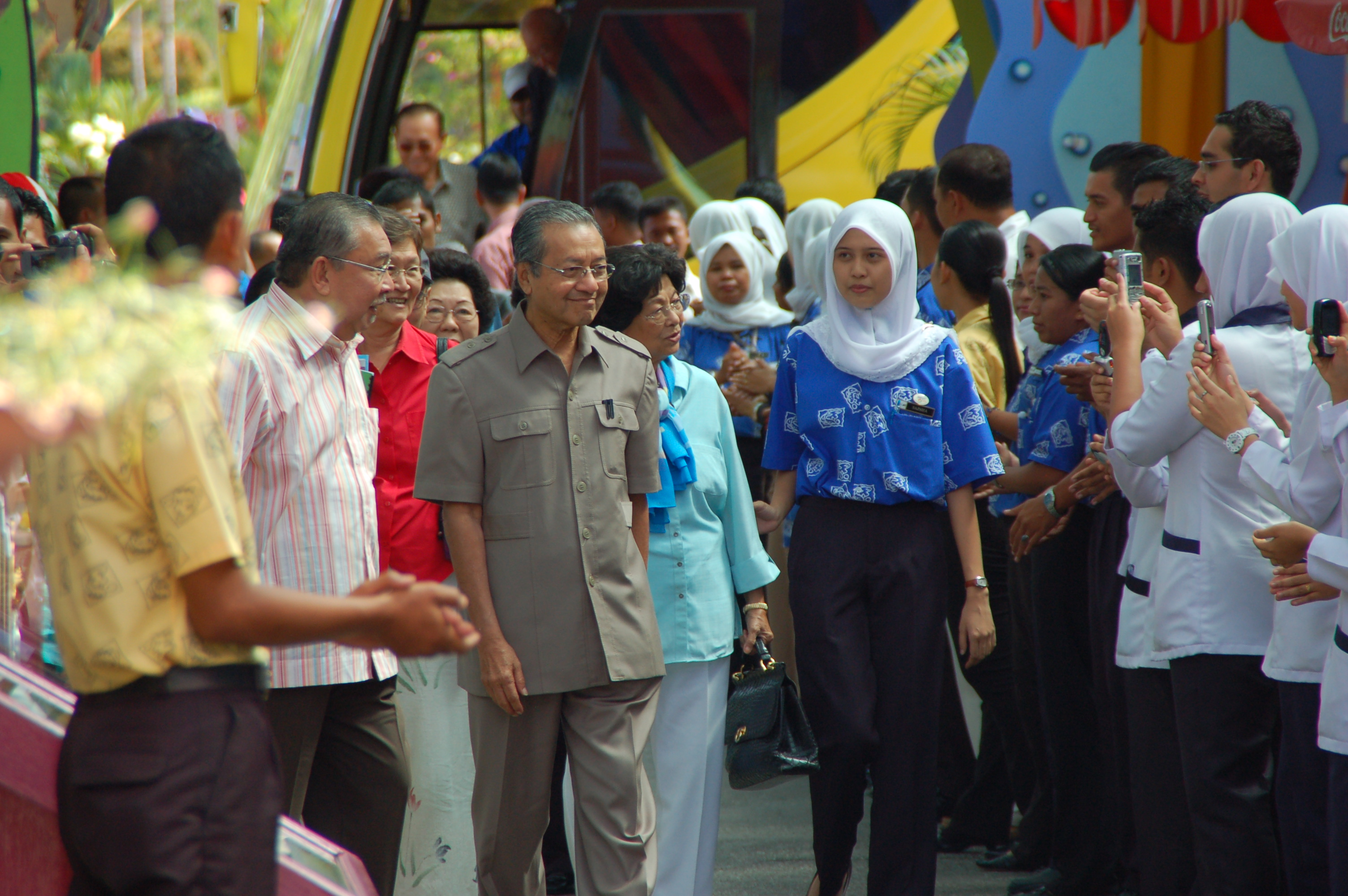
2007年5月10日马哈迪和茜蒂哈斯玛到霹雳州度假

马哈迪就讀大学期间，和茜蒂哈斯玛是同班同学。當時全班有70人，其中大部分是华裔学生、马来裔学生有七人，女學生僅茜蒂一人，因此她在班上頗受歡迎。马哈迪好學且成绩優異，常協助成績較差的同學；茜蒂来自吉隆坡，家族具名望，她欣赏马哈迪的学识和政治理念。在上大学之前，茜蒂沒学过物理，很担心自己因此留级，马哈迪因協助輔導課業成為茜蒂的良师益友，他们的關係也从普通朋友成為恋人。
马哈迪在过去除了跟女性家人相處之外，从未跟其他女性交往，茜蒂是他的初恋；直到兩人準備步入婚姻前，马哈迪仍羞于對她开口。茜蒂曾於受訪回忆当年马哈迪求婚时微笑表示：“马哈迪当时很害羞，他什么也没有对我说，只是写了一张英文写的LOVE字条给我！”由於马哈迪與茜蒂两人的家庭背景差異懸殊，当马哈迪向女方家提亲时，遭到强烈反对，後兩人在1956年8月完婚。

### 家庭
马哈迪與妻子茜蒂哈斯玛婚後共育有四個儿子和三個女儿，其女玛丽娜是社會運動家，其子慕克里是吉打州前任州務大臣。马哈迪的两个儿子在他退位后开始從政：莫扎尼曾是巫统青年团领袖，后来退出政治注重从商；慕克里在2008年当选国会议员，在2013年至2016年成为吉打州务大臣，2018年变天之后重新以土著团结党的身份担任州务大臣，直到2020年。马哈迪的一名孙女米拉·艾丽雅娜·慕克里（也是慕克里的女儿）是Instagram网红，曾受邀为时尚杂志拍摄封面照片。

### 健康
马哈迪1989年及2007年曾在国家心脏中心接受心脏绕道手术。2016年8月和2013年11月则因肺部感染而进入国家心脏中心。他2021年12月17日到国家心脏中心接受“全身医疗检查”并留院观察，同月23日出院。
马哈迪在2022年之后多次因心脏和肺部问题进出国家心脏中心，单在2022年就入院三次。
马哈迪2022年1月7日再次接受手术，并在同年1月13日出院。不料七天后由于情况异常而在1月20日再次住院，期间一度传出病危。他过后从加护病房转到普通病房，直到2022年2月5日才出院。马哈迪后来发布视频说，他当时确实以为自己已经走到生命尽头。马哈迪2022年8月31日也因感染新冠而进入国家心脏中心，同年9月4日出院。马哈迪2023年8月1日由于细菌感染进入国家心脏中心，社交媒体一度传他“情况危急”。他留医三天后在8月4日出院。
2025年7月10日，馬哈迪100歲生日，成為馬來西亞第一位活过一世纪的前首相。

## 法律诉讼

### 大马售卖林梦诽谤案
马哈迪于1987年起诉英文杂志《远东经济评论》，因该杂志曾发表马来西亚政府欲出售林梦给汶莱的文章。双方在1991年3月达致庭外和解，并以该杂志答应刊登道歉启事和付五万元堂费为终。

### 起诉纳吉行为失当案
2016年3月23日，马哈迪联同前巫统浮罗交怡区部妇女组党员阿妮娜（Anina Saadudin）及前巫统峇都加湾区部副主席凯鲁丁（Khairuddin Abu Hassan）入禀法庭起诉时任首相纳吉·阿都拉萨在公职方面行为失当，及在管理一个马来西亚发展有限公司（1MDB）主权投资基金渎职。
高庭在2017年4月28日批准纳吉申请，指纳吉并非公务员而是行政人员，并撤销马哈迪等人诉讼。同年8月30日，上诉庭驳回马哈迪和凯鲁丁提出的上诉申请。
2018年2月27日，以联邦法院时任首席大法官莫哈末劳勿斯为首的三司一致驳回马哈迪和凯鲁丁提出的上诉准令申请。2020年7月7日，联邦法院驳回马哈迪及凯鲁丁提出的司法审核申请。

### 阿末扎希诽谤案
2022年4月20日，巫统主席阿末扎希入禀法庭起诉马哈迪在该年2月23日于祖国斗士党柔佛州愿景推介礼上指他曾试图为其法庭案件寻求帮助而与其会面的言论为诽谤。马哈迪已委任斗士党代表律师米尔诺的Haidir律师楼为其代表律师，处理这起诉讼。吉隆坡高等法庭择定同年6月17日进行案件管理。
5月17日，马哈迪在提交的宣誓书中声称，阿末扎希曾于2018年6月7日、2018年9月13日、2020年2月23日、2020年2月24日和2020年2月25日共五次与他会面。他说，阿末扎希在这些会面上对自己的法庭案件表达了担忧。马哈迪还附上了该5天的日程表以证明阿末扎希确实与他会面。

## 爭議
马哈迪是马来西亚任期最长的首相，同时也是一名具有争议的政治领導人，老年時因经常发表各种种族主义言论导致声名狼藉。

## 评价

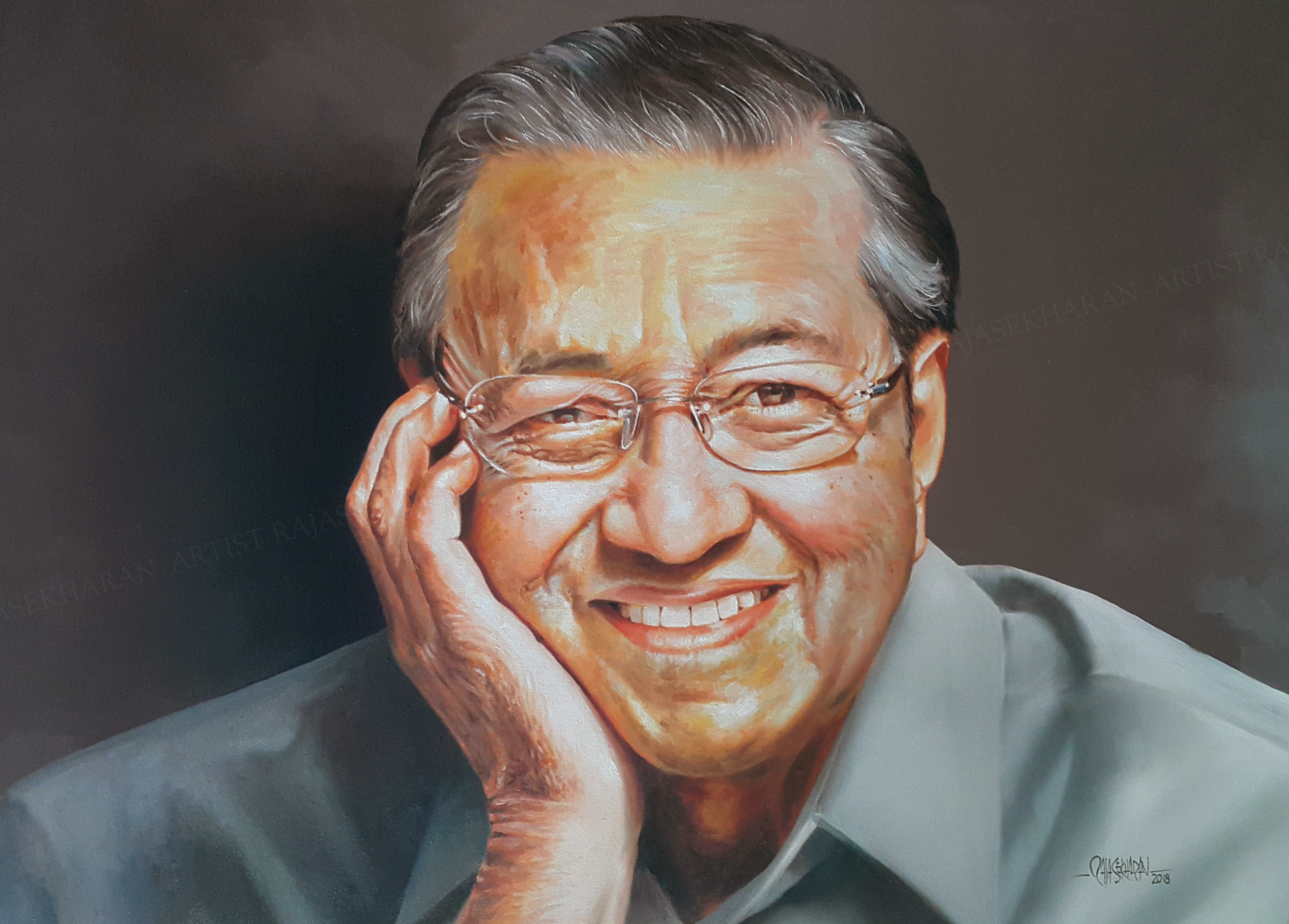
马哈迪油画

「现代化之父」（Bapa Pemodenan）是由於马哈迪擔任首相期間努力推动经济改革，马来西亚人因而对其有此尊称。馬哈迪上任後實行一系列促進經濟發展的政策。1982年初，馬哈迪宣佈「向東學習」政策，即向日本韓國學習，兩國的現代化工程成為馬來西亞的楷模，也是馬哈迪不想照抄西方現代化模式而另覓新路之作為。之後，馬來西亞經濟穩健發展。在1997年亞洲金融危機前的10年里，馬來西亞經濟年均增長率達8%以上，馬來西亞在全球經濟競爭力排名表上居於第21位，人均年收入從1986年的1830美元增加到1996年的近4000美元，國民富裕程度在東南亞地區僅次於新加坡和文萊。
1981年至2003年，在馬哈迪擔任首相期間，馬來西亞經歷快速的經濟成長，由原先以農業為基礎的經濟型態，轉變為以製造業和工業為主，特別在電腦與消費性電器產品領域。在這段期間，馬來西亞的城市景觀也因多項大型計畫而改變。
1998年，亞洲金融危機使马来西亚的经济和政局严重受挫；馬哈迪在公開批判貨幣投機家暨股票投資家索羅斯等外汇投机客、下令禁止股票放空的同时，拒绝時任副首相安華·依布拉欣以及国际货币基金组织的危機緩解“药方”，对货币进行管制。经济专家当时认为外资将因此却步，马来西亚會步入经济衰退期；之後馬哈迪的政策收到成效，领导马来西亚走出金融危机，经济复苏步伐是當時受金融危机打击国家中最快的。1999年，馬來西亞重新步上經濟成长轨道，经济增长率接近金融危机前的水平，該年經濟成長率約達6%；2000年，馬來西亞獲國際評級機構穆迪調升評級，指其經濟發展前景穩定，整體經濟表現優於鄰近的泰國、印尼和菲律賓等國。

### 綜合

#### 國內

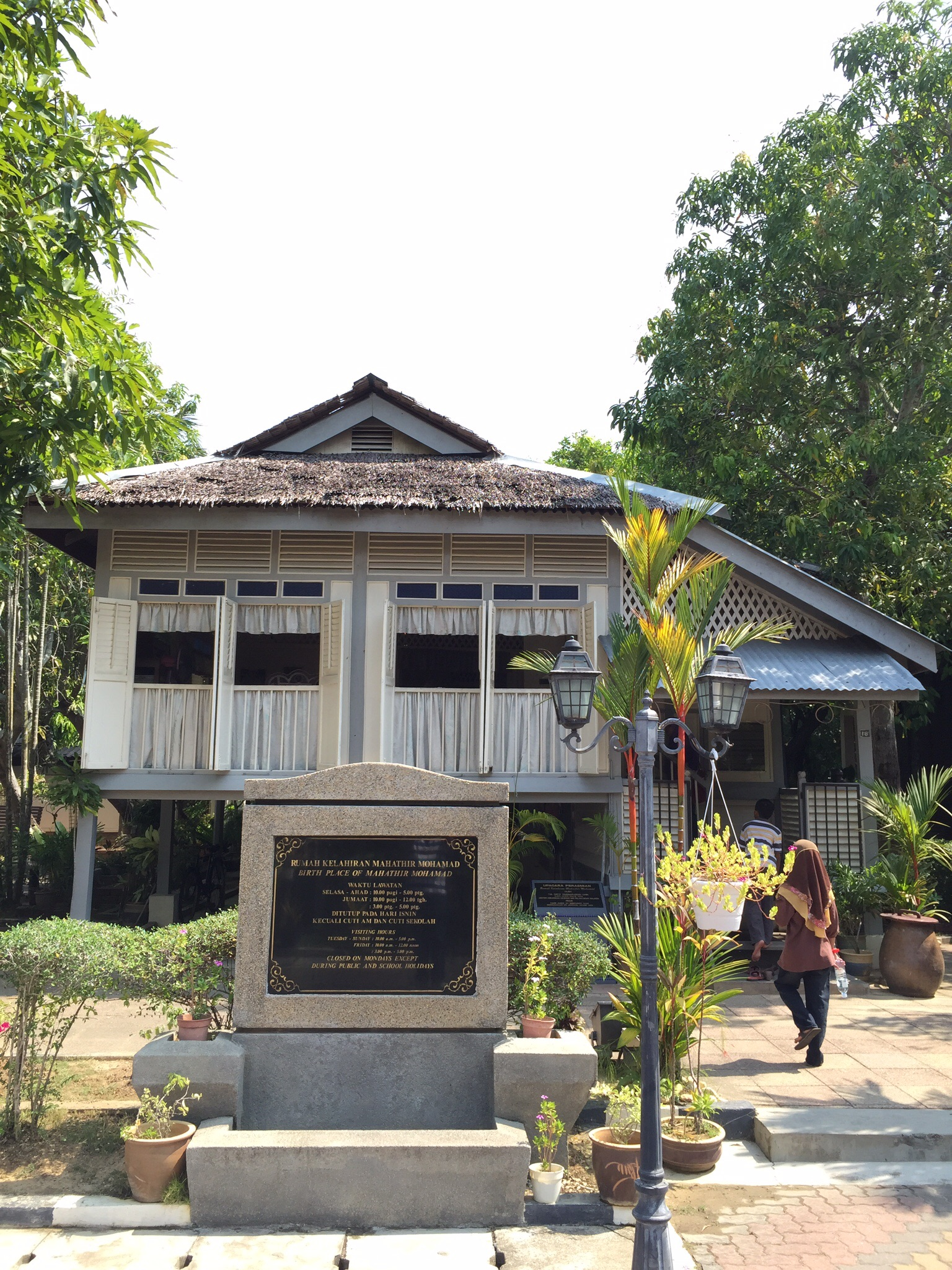
马哈迪的舊居

马哈迪在1983年8月23日至1999年10月18日期间住的官邸“斯里柏兰岭”，于2003年12月21日被改建为纪念馆，并由时任首相阿都拉·巴达威主持开幕。按照遗产保护原则，该馆的设计与布局得到保留。此外，另有浮罗交怡的马哈迪首相纪念馆（Galeria Perdana）。
1994年9月10日，马哈迪被吉兰丹人民册封为“世界正义斗士”，这项封号是马来西亚人民为表扬马哈迪在国际人权课题上所持的坚定及关怀立场。根据《新海峡时报》對1995年马来西亚大选的民意調查顯示，马哈迪獲得39.7％的受访者列马哈迪为最勇敢及最有勇气的领袖，他也被认为是最有效率、积极及生产力的领袖，他共赢得40％受访者的投选。
2018年起，馬哈迪的國內聲望再獲讚譽，国大党前主席三美威鲁向媒体公开赞扬马哈迪是一个好人，也是好领袖。英国民调公司YouGov在同年4月所做马来西亚「最受仰慕的男性」调查結果显示，马来西亚人最仰慕的是马哈迪；马哈迪在這份民調中獲15%“仰慕值”得到第一名，勝過第二名的美國企業家比尔·盖茨（8.3%）。已故马来西亚伊斯兰党精神领袖聂阿兹的长子聂奥玛在該年5月評價马哈迪说，其父亲聂阿兹曾称赞马哈迪是个有智慧的领袖，但在他执政时期，却没有利用其智慧发展伊斯兰教，不过现在他已经“醒悟”了。
2018年马来西亚大选后，企業家郭鶴年与马哈迪会面时的第一句話表示：“我必须向你敬礼，你救了国家。”。而马华公会前总会长林良实亦称马哈迪经验丰富，並認為马哈迪是很罕見的特别人物，伊斯兰党主席哈迪阿旺對此有相同評價，並讚賞馬哈迪任相期间为国家作出许多贡献，是当今的政治家典范，其名字将永留史册及获得后人铭记。2019年12月，民主行动党中央委员、雪兰莪州议会双溪比力州议员刘天球在《合艾和平协议》签署30周年纪念会上，提及陈平骨灰被运回国事件時，肯定马哈迪的做法。
2020年8月，前国际贸易与工业部长拉菲达接受《马来前锋报》专访时认为马哈迪是一个不在乎名利地位的人，她也认为马哈迪可继续为国贡献，不需退休。此外，由於联邦政府隔年的财政预算案二讀表決，馬哈迪是起立支持記名投票的13名國會議員之一，人民公正黨副主席蔡添强表示自己對馬哈迪不屈不撓的精神致敬：「无论喜欢不喜欢他、认同还是不认同他的观点，我们不禁要向老马不屈的斗志由衷致敬。身为后辈，我们惭愧。」

#### 國際
1999年1月，澳大利亚作家兼亚洲事务专家布莱克曼刊出《澳洲金融评论报》表示，马哈迪是亚洲其中一个最伟大的领袖，同时也是现代马来西亚的创始人；他認為，马哈迪最高的成就是马来西亚尽管在面临最严峻的经济危机，它却没有受到像印尼般的暴动所毁。而加纳总统杰瑞·罗林斯在同年公開赞扬马哈迪具有远见，以及克服经济困难不屈不饶的精神，向所有国家立下典范。
2000年9月，新加坡前总理李光耀出版《李光耀回忆录1965-2000》對馬哈迪總結評價：「尽管跟马哈迪有过纠纷，从1981年到1990年，在他担任首相期间直至我卸任的那九年里，我跟他在解决双边问题方面所取得的进展，要比阿都拉萨和胡先翁在位的12年还多。」；「马哈迪坚定果断，政治上又得到充分支持，这让他足以超越基层的偏见，以国家利益为先。马来人在他的推动下，告别蒙昧，走上了科技之路。」李光耀也認為馬哈迪提倡科技發展，以及突破宗教權威的勇氣，即使安华事件引发的暴乱使其不受欢迎的程度上升至最高點，他所领导的巫统和国阵仍然始终是人民、尤其是华族和印度族的政治首選。
中华人民共和国主席习近平在2013年10月於吉隆坡会见马哈迪时稱其為“中国人民敬重的老朋友”，而中国企業家马云在2018年与马哈迪会面时，公開表示自己在1997年看到马哈迪提出多媒体超级走廊的想法后，受到启发，最终创立阿里巴巴集团。
2018年6月，印尼总统佐科·維多多出訪馬來西亞後評價：“马哈迪确实是一名勤劳而活力十足的资深领袖。他不但掌舵国家，也操控自己轿车的驾驶盘。而且可以开得很快。”。同年9月，澳大利亚前总理陆克文在主持与马哈迪的对话环节时談及：“非常少见一名领袖可以无稿演讲30分钟，我们都认为你是政治回归的守护神。”，而新加坡外交部长维文認為尽管马哈迪说话直白，仍是一名值得尊敬的领袖。2020年8月，马哈迪夫婦出訪，三天飛三國並直接从机场前往新加坡参加該國国庆庆典，前新加坡总理暨榮譽國務資政吴作栋用三次“神奇”形容马哈迪是「神奇」的人。
另一方面，美国非政府组织反极端主义项目於2021年1月公布「全球最危险20大极端主义者」名单，形容马哈迪是反犹太主义者、批评西方国家者，于2020年10月对法国尼斯恐怖袭击发表的言论，以「不对特定的暴力有直接责任，但他具争议的观点引起国际谴责，并支持了针对西方的极端主义暴力」为由，将马哈迪列为全球极端主义者名单第14 。

#### 媒體
在馬哈迪的政治生涯裡，他獲得各國媒體的關注和各種評價。1996年12月9日，美国《時代雜誌》將马哈迪選为當期封面人物，并且也被冠以“大马总策划师”美誉：“除了新加坡的退休总理李光耀和中国的患病领导人邓小平之外，亚洲再没有其他领袖像马哈迪一样有决心和有魄力，一些人称之为傲慢--或如此卓越佳绩。”
1998年，《时代杂志》再將馬哈迪評选为亚洲新闻人物：“今年没有人像马哈迪一样强烈地吸引新闻界，这使他成为1998年的亚洲新闻人物。他提醒世界，不受管制的资本主义未必适合所有国家--自从马哈迪一年前开始抨击投机客的阴谋和犹太人的政治阴谋，世界各国开始接受他的理论。”
2015年3月24日，中華民國中央社将马哈迪、新加坡前总理李光耀、印尼前总统蘇哈托誉为“创造东南亚奇迹的亚洲教父”。2018年12月，马哈迪获《穆斯林500强》评选为2019年度男穆斯林风云人物。2019年4月，他获得美国《時代雜誌》列为2019年百名最具影响力人物之一。同年5月，马哈迪在美国《财富》杂志公布2019年全球50大杰出领袖中排名第47位。
非政府组织「無國界記者」於2000年將馬哈迪列入「新聞自由掠奪者」名單。

## 榮譽與獎項

### 马来西亚勋章
- 马来西亚 : 
  -  护国玛哈拉惹勋章 (SMN) – 敦 (2003)[382][383]
- 聯邦直轄區:
  -  联邦直辖区乌达玛勋章 (SUMW) – 拿督斯里乌达玛 (2008)[384][382]
- 柔佛:
  -  柔佛王冠斯里勋章 (SPMJ) – 拿督 (1979)[385]
  -  柔佛王室一级勋章 (DK I) (1989)[386]
- 吉打:
  -  吉打皇家效忠斯里勋章 (SSDK) – 拿督斯里 (1977)[382]
  -  吉打乌达玛勋章 (DUK) – 拿督斯里乌达玛 (1988)[382]
  -  吉打王室勋章 (DK) (2003)[382]
- 吉兰丹:
  -  吉兰丹王室勋章 (DK) (2002,[387][382] 2018年被褫夺[388])
- 马六甲:
  -  马六甲乌达玛勋章 (DUNM) – 拿督斯里乌达玛 (1982)[382][389]
- 森美蘭:
  -  森美兰效忠斯里勋章 (SPNS) – 拿督斯里 (1981)[390]
- 彭亨:
  -  苏丹阿末沙效忠斯里勋章 (SSAP) – 拿督斯里 (1977)[382]
- 檳城:
  -  槟城护国乌达玛勋章 (DUPN) – 拿督斯里乌达玛 (1981)[391]
- 霹靂:
  -  霹雳效忠斯里勋章 (SPCM) – 拿督斯里 (1981)[392]
- 玻璃市:
  -  端姑赛布特拉王室勋章 (DK) (1995)[393][382]
- 沙巴:
  -  神山领袖勋章 (SPDK) – 拿督斯里邦里玛 (1981)[394]
- 砂拉越:
  -  犀鸟之星拿督巴丁宜勋章 (DP) – 拿督巴丁宜 (1980)[395]
  -  砂拉越之星勇士勋章 (SBS) – 丕显斯里 (2003)[396][382]
- 雪蘭莪:
  -  雪兰莪王冠斯里勋章 (SPMS) – 拿督斯里 (1978,[397] 2017年归还[398])
  -  雪兰莪王室一级勋章 (DK I) (2003,[399][400] 2017年归还[398])
- 登嘉樓:
  -  苏丹马末效忠斯里勋章 (SSMT) – 拿督斯里 (1982)[401]

### 学术荣誉
2019年9月23日，马来西亚理科大学在該校第57届毕业典礼上，颁发“校长荣誉特别奖”（Anugerah Khas Kelestarian Canselor）予马哈迪，这是該校首设的特别荣誉奖項。

### 國際

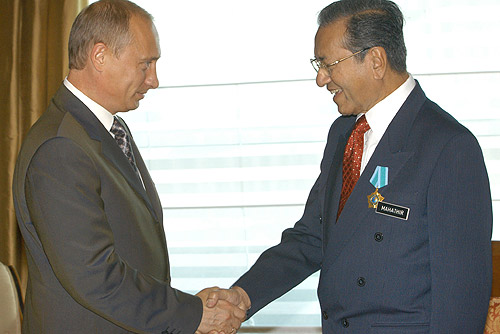
2003年8月，俄罗斯总统弗拉基米尔·普京授予马哈迪友谊勋章

1991年10月3日，马哈迪获爱尔兰皇家外科医学院颁发名誉学位。1997年1月14日，马哈迪获费萨尔国王国际奖中的伊斯兰服务奖。2003年8月，俄罗斯总统弗拉基米尔·普京在吉隆坡授予马哈迪友谊勋章。
2018年11月6日，日本明仁天皇授予馬哈迪「一等桐花大绶章」日本最高荣誉勋章，肯定他在加强马日双边关系所作出的贡献，他也是继新加坡李光耀和印度曼莫汉·辛格后第三位被授予的亚洲领袖；同时日本筑波大学授予马哈蒂尔荣誉博士学位，对他推动研究和教育领域国际交流等贡献认可。
2018年11月13日，马哈迪到访自己的母校新加坡国立大学，新加坡总统哈莉玛·雅各布颁发「名誉法学博士学位」予他。同年12月16日，马哈迪获泰国兰实大学（RSU）颁授社会领导、企业家精神和政治领域的荣誉文科博士学位，而马哈迪是第四名获得此荣誉的国家领袖。
2019年7月，土耳其總統雷杰普·塔伊普·埃尔多安向马哈蒂尔颁发「土耳其共和国勋章」，以表彰他在发展马来西亚方面所做的努力，他是首位被授予的东南亚领袖，同時獲安卡拉大学授予政治科学和公共管理荣誉博士学位。
2019年8月7日，马哈迪到访日本国际大学，并获国际大学授予荣誉博士学位，以表彰他在马来西亚及日本关系上的杰出贡献。同年9月6日，马哈迪获日本同志社大学颁发的人文学荣誉博士学位，表扬他对教育和法治做出的贡献；同志社大学校长松岗敬表示，敦马哈迪在1981年至2003年首度任相期间，推出向东学习政策，此政策不仅让超过1万5000名马来西亚学生和实习生派往日本学习，也为马来西亚的国家建设做出贡献。
2019年12月14日，马哈迪到访卡塔尔时，埃米尔塔米姆·本·哈迈德·阿勒萨尼在2019年多哈论坛会上颁发「多哈论坛奖」予马哈迪，以表彰其领导能力，马哈迪也是「多哈论坛奖」的首名得奖人。

## 选举成绩
| 年份 | 选区         |  |                  | 得票数   | 得票率   | 竞选对手                | 竞选对手                 | 得票数   | 得票率   | 总票数   | 多数票   | 投票率   |
| ---- | ------------ |  | ---------------- | -------- | -------- | ----------------------- | ------------------------ | -------- | -------- | -------- | -------- | -------- |
| 1964 | 哥打士打南区 |  | 马哈迪（巫统）   | 12,406   | 60.22%   |                         | 莫哈末沙阿里（回教党）   | 8,196    | 39.78%   | 21,440   | 4,210    | 82.8%    |
| 1969 | 哥打士打南区 |  | 马哈迪（巫统）   | 12,032   | 48.03%   |                         | 尤索拉瓦 （回教党）      | 13,021   | 51.97%   | 25,679   | 989      | 78.6%    |
| 1974 | 古邦巴素     |  | 马哈迪（巫统）   | 不战而胜 | 不战而胜 | 不战而胜                | 不战而胜                 | 不战而胜 | 不战而胜 | 不战而胜 | 不战而胜 | 不战而胜 |
| 1978 | 古邦巴素     |  | 马哈迪（巫统）   | 18,198   | 64.64%   |                         | 哈林阿沙特（回教党）     | 9,953    | 35.36%   | 未知     | 8,245    | 78.36%   |
| 1982 | 古邦巴素     |  | 马哈迪（巫统）   | 24,524   | 73.67%   |                         | 尤索拉瓦（回教党）       | 8,763    | 26.33%   | 34,340   | 15,761   | 78.79%   |
| 1986 | 古邦巴素     |  | 马哈迪（巫统）   | 25,452   | 71.48%   |                         | 阿兹占依斯迈（回教党）   | 10,154   | 28.52%   | 36,409   | 15,298   | 74.21%   |
| 1990 | 古邦巴素     |  | 马哈迪（巫统）   | 30,681   | 78.07%   |                         | 苏丁华合（四六精神党）   | 8,619    | 21.93%   | 40,570   | 22,062   | 77.51%   |
| 1995 | 古邦巴素     |  | 马哈迪（巫统）   | 24,495   | 77.12%   |                         | 阿末莫哈末阿林（回教党） | 7,269    | 22.88%   | 33,010   | 17,226   | 73.61%   |
| 1999 | 古邦巴素     |  | 马哈迪（巫统）   | 22,399   | 63.22%   |                         | 阿末苏基（回教党）       | 12,261   | 34.61%   | 36,106   | 10,138   | 78.62%   |
| 2018 | 浮罗交怡     |  | 马哈迪（土团党） | 18,954   | 54.90%   |                         | 纳华威阿末（巫统）       | 10,061   | 29.14%   | 34,527   | 8,893    | 80.87%   |
| 2018 | 浮罗交怡     |  | 马哈迪（土团党） | 18,954   | 54.90%   | 祖比尔阿末（伊党）      | 5,512                    | 15.96%   |          | 34,527   | 8,893    | 80.87%   |
| 2022 | 浮罗交怡     |  | 马哈迪（斗士党） | 4,566    | 9.62%    |                         | 苏海米阿都拉（土团党）   | 25,463   | 53.63%   | 47,480   | 13,518   | 71.1%    |
| 2022 | 浮罗交怡     |  | 马哈迪（斗士党） | 4,566    | 9.62%    | 阿敏沙（巫统）          | 11,945                   | 25.16%   |          | 47,480   | 13,518   | 71.1%    |
| 2022 | 浮罗交怡     |  | 马哈迪（斗士党） | 4,566    | 9.62%    | 扎比迪·叶海亚（诚信党） | 5,417                    | 11.41%   |          | 47,480   | 13,518   | 71.1%    |
| 2022 | 浮罗交怡     |  | 马哈迪（斗士党） | 4,566    | 9.62%    | 阿都卡迪（独立人士）    | 89                       | 0.19%    |          | 47,480   | 13,518   | 71.1%    |

## 著作
马哈迪自从政以来出版了至少十多本著作，諸如：
- 《马来人的困境》（The Malay Dilemma）（1970年）
- 《马哈迪医生的信：与世界领袖沟通实录》（Dr Mahathir’s Selected Letters to World Leaders）[434]（2008年）
- 《医生当家：敦马哈迪医生回忆录》（A Doctor in the House: The Memoirs of Tun Dr. Mahathir Mohamad）（2011年）
- 《马哈迪的智谋》（The Wit And Wisdom of Dr Mahathir Mohamad）[435]（2014年）
- 《抓住希望：为新马来西亚继续奋斗》（Capturing Hope: The Struggle Continues for a New Malaysia）[436]（2021年）

## 相关影视

### 电影
- 《胶囊》（Kapsul）（2015年）

### 纪录片
- 《M for Malaysia（英语：M for Malaysia）》（2019年）[437]

### 引用
1. ↑  陈奎元 (编). .  3版网络版. 2023-07-17  [2024-09-05]. （原始内容存档于2024-12-21）.
2. 1 2 3 4 5  谢诗坚. . e南洋.   [2018-05-31]. （原始内容存档于2020-03-04）.
3. 1 2  SPAETH, ANTHONY. . Time. 1999-12-28. ISSN 0040-781X. （原始内容存档于2021-04-27） （美国英语）.
4. ↑  . 当今大马. 2014-08-18  [2017-06-12]. （原始内容存档于2021-04-26） （中文（马来西亚））.
5. ↑  . 当今大马. 2016-02-29  [2017-06-12]. （原始内容存档于2021-04-26） （中文（马来西亚））.
6. ↑  . M中文网. 2016-08-09  [2017-06-12]. （原始内容存档于2018-01-23） （中文（马来西亚））.
7. ↑  . 星洲网. 2018-05-30  [2018-10-05]. （原始内容存档于2019-06-10）.
8. ↑  . BBC News 中文.   [2020-11-23]. （原始内容存档于2021-04-26） （中文（简体））.
9. ↑  . 光华网. 2022-11-20  [2022-11-20]. （原始内容存档于2022-11-19） （中文（马来西亚））.
10. 1 2  . 光华网.   [2020-10-22]. （原始内容存档于2021-04-26） （中文（马来西亚））.
11. ↑  Rewcastle Brown, Clare. . Time. 17 April 2019  [18 April 2019]. （原始内容存档于2021-11-11）.
12. ↑  . 光华网.   [2020-10-22]. （原始内容存档于2021-04-26） （中文（马来西亚））.
13. ↑  Chau, Irene. .   [2020-10-22]. （原始内容存档于2021-04-26） （中文（马来西亚））.
14. 1 2  .   [2020-11-30]. （原始内容存档于2016-08-28）.
15. 1 2  . Counter Extremism Project. 2020-12-18  [2021-01-16]. （原始内容存档于2021-01-11） （英语）.
16. 1 2  Wain 2010，第8頁
17. ↑  . www.mykedah2.com.   [2017-08-01]. （原始内容存档于2018-07-06）.
18. ↑  . www.mtholyoke.edu.   [2017-08-01]. （原始内容存档于2016-08-05）.
19. ↑  Mahathir Mohamad. . MPH Group Publishing. 2011: 14;24. ISBN 9789675997228.
20. ↑  Teoh, Shannon. . 2011-03-08  [2014-08-11]. （原始内容存档于2014-10-13）.
21. 1 2 3  . 2017-07-31  [2017-08-01]. （原始内容存档于2017-08-03）.
22. ↑  Wain, Barry. . Palgrave Macmillan. 2010. ISBN 0-230-23873-4.
23. ↑  Wain 2010，第5–6頁
24. ↑  Wain 2010，第6–7頁
25. ↑  . Malaysiakini. 2019-10-15. （原始内容存档于2022-01-16）.
26. ↑  . 東方網 馬來西亞東方日報.   [2021-05-01]. （原始内容存档于2021-05-01） （中文（简体））.
27. ↑  張, David. . 马来西亚诗华日报新闻网. 2021-04-30  [2021-05-01]. （原始内容存档于2021-05-02） （中文（中国大陆））.
28. ↑  . www.chinapress.com.my.   [2021-05-01]. （原始内容存档于2021-05-01）.
29. ↑  . Biography.com.   [2017-08-06]. （原始内容存档于2019-04-02） （美国英语）.
30. ↑  Wain 2010，第11–13頁
31. ↑  Beech, Hannah. . Time. 2006-10-29  [2011-02-04]. （原始内容存档于2012-12-13）.
32. ↑  Wain 2010，第14頁
33. ↑  Wain 2010，第9頁
34. ↑  Wain 2010，第19頁
35. ↑  Wain 2010，第18–19頁
36. ↑  Tan & Vasil, p. 51
37. ↑  Wain 2010，第26頁
38. ↑  Morais 1982，第26頁
39. ↑  Morais 1982，第27頁
40. ↑  Milne & Mauzy 1999，第27–28頁
41. ↑  Wain 2010，第33–34頁
42. ↑  Milne & Mauzy 1999，第64頁
43. ↑  Wain 2010，第38–40頁
44. ↑  Wain 2010，第40頁
45. ↑  Wain 2010，第38頁
46. ↑  . The Economist. 2003-11-03  [2011-02-04]. （原始内容存档于2017-08-06）.
47. ↑  . IQI Global. 2020-08-16  [2020-12-28]. （原始内容存档于2020-11-30） （中文（中国大陆））.
48. ↑  Milne & Mauzy 1999，第28頁
49. ↑  Sankaran & Hamdan 1988，第18–20頁
50. ↑  Milne & Mauzy 1999，第30–31頁
51. ↑  Branigin, William. . The Washington Post. 1992-12-29.
52. ↑  Milne & Mauzy 1999，第32頁
53. ↑  Wain 2010，第203–205頁
54. ↑  Wain 2010，第206–207頁
55. ↑  Milne & Mauzy 1999，第51–54頁
56. ↑  Milne & Mauzy 1999，第56頁
57. ↑  Milne & Mauzy 1999，第57頁
58. ↑  Wain 2010，第97–98頁
59. ↑  Sankaran & Hamdan 1988，第50頁
60. ↑  Milne & Mauzy 1999，第40–43頁
61. ↑  Crossette, Barbara. . New York Times. 1988-02-07  [2011-02-05]. （原始内容存档于2020-05-19）.
62. ↑  Milne & Mauzy 1999，第43–44頁
63. ↑  Cheah, Boon Keng. . Institute of Southeast Asian Studies. 2002: 219. ISBN 981-230-154-2.
64. ↑  Kim Hoong Khong. . Institute of South East Asian Studies. 1991: 15–17. ISBN 981-3035-77-3.
65. ↑  Wain 2010，第1–3頁
66. ↑  Milne & Mauzy 1999，第165頁
67. ↑  Milne & Mauzy 1999，第166頁
68. ↑  Milne & Mauzy 1999，第74頁
69. ↑  Wain 2010，第104–105頁
70. ↑  Hilley, John. . Zed Books. 2001: 256. ISBN 1-85649-918-9.
71. ↑  Wain 2010，第189頁
72. ↑  Wain 2010，第185–188頁
73. ↑  . news.google.com. （原始内容存档于2022-04-14）.
74. ↑  Wain 2010，第105–109頁
75. ↑  Wain 2010，第208–214頁
76. ↑  Stewart 2003，第32頁
77. ↑  Stewart 2003，第64–86頁
78. ↑  . 《星洲日报》. 1999年11月30日. （原始内容存档于2021年12月6日）.
79. ↑  Wain 2010，第80頁
80. ↑  . 《南洋商报》. 2003年11月1日. （原始内容存档于2022年3月11日）.
81. ↑  . The Star Online. 2010-08-14  [2010-09-04]. （原始内容存档于2014-10-13）.
82. ↑  see Mahathir Mohamad’s preface to Asia’s New Crisis, edited by Frank-Jürgen Richter, Pamela Mar (eds): John Wiley & Sons, Singapore, 2004, (see Amazon （页面存档备份，存于）)
83. ↑  . 《星洲日报》. 1992年5月8日. （原始内容存档于2021年12月4日）.
84. ↑  . 《建国日报》. 1981年10月24日. （原始内容存档于2022年2月18日）.
85. ↑  http://infopedia.nl.sg/articles/SIP_1533_2009-06-23.html%7C"Singapore-Malaysia[永久] water agreements"
86. ↑  http://www.straitstimes.com/sites/straitstimes.com/files/20150323/ST-Special-Edition-150323.pdf%7CPlans （页面存档备份，存于） for a natural gas pipeline from Terengganu to Singapore.
87. ↑  《医生当家：敦马哈迪医生回忆录》553页
88. ↑  . 光华网.   [2021-06-15]. （原始内容存档于2021-09-20） （美国英语）.
89. ↑  Richardson, Michael; Tribune, International Herald. . The New York Times. 1997-03-14  [2021-05-06]. ISSN 0362-4331. （原始内容存档于2021-09-20） （美国英语）.
90. ↑  . chedet.cc.   [2017-08-06]. （原始内容存档于2016-10-02） （美国英语）.
91. ↑  hermes. . The Straits Times. 2016-04-05. （原始内容存档于2018-07-01） （英语）.
92. ↑  "Dr M nominated for Nobel Prize" （页面存档备份，存于）, 4 February 2007.
93. ↑  . The Star (Associated Press). 2007-01-31  [2008-01-14]. （原始内容存档于2008-06-12）.
94. ↑  Bowring, Philip. . International Herald Tribune. 1998-09-23  [2008-01-14]. （原始内容存档于2008-06-11）.
95. ↑  . The Age (Australia). 2003-10-31  [2011-02-06]. （原始内容存档于2012-11-06）.
96. ↑  Wain 2010，第307頁
97. ↑  Wain 2010，第307–318頁
98. ↑  Wain 2010，第322頁
99. ↑  Wain 2010，第320頁
100. ↑  Backman, Michael. . The Age (Australia). 2005-08-10  [2011-02-12]. （原始内容存档于2012-11-06）.
101. ↑  Wain 2010，第321頁
102. ↑  Wain 2010，第329–332頁
103. ↑  . Malaysiakini. 2006-07-28  [2021-06-23]. （原始内容存档于2010-01-25） （中文）.
104. ↑  . Malaysiakini. 2006-07-28  [2021-06-23]. （原始内容存档于2021-11-11） （中文）.
105. ↑  . www.brussellstribunal.org.   [2017-08-06]. （原始内容存档于2011-10-30）.
106. ↑  . www.gov.cn.   [2020-12-08]. （原始内容存档于2021-04-26）.
107. ↑  . 2015-10-14  [2015-10-14]. （原始内容存档于2018-07-01）.
108. ↑  . www.themalaymailonline.com.   [2017-08-06]. （原始内容存档于2016-10-08）.
109. ↑  .   [2017-08-06]. （原始内容存档于2016-07-12）.
110. ↑  hermesauto. . 2016-03-04  [2017-08-06]. （原始内容存档于2019-03-29）.
111. ↑  . 中国报 China Press.   [2021-09-04]. （原始内容存档于2021-12-06） （美国英语）.
112. ↑  . 2015-08-11  [2015-12-08]. （原始内容存档于2019-03-29）.
113. ↑  . 2015-12-05  [2015-12-08]. （原始内容存档于2019-03-29）.
114. ↑  Am, 来自 / 联合早报 发布 / 2016年2月19日 3:30. . www.zaobao.com.sg. （原始内容存档于2021-11-21） （中文（简体））.
115. ↑  马新社. . Malaysiakini. 2016-03-31. （原始内容存档于2021-11-21）.
116. ↑  . 星洲网 Sin Chew Daily. 2016-07-18. （原始内容存档于2021-11-21） （英语）.
117. ↑  . The Economist. 2017-07-01  [2017-07-02]. （原始内容存档于2018-02-07）.
118. ↑  王霜舟2018年5月11日. . 纽约时报中文网. 2018-05-11  [2020-12-02]. （原始内容存档于2021-04-26） （中文（简体））.
119. ↑  . 2018-05-16  [2019-04-13]. （原始内容存档于2019-05-18）.
120. ↑  . 2018-05-17  [2019-04-13]. （原始内容存档于2019-05-18）.
121. ↑  Tay, Chester. . The Edge Markets. 10 May 2018  [10 May 2018]. （原始内容存档于2018-05-11）.
122. ↑  . Malaysiakini.   [10 May 2018]. （原始内容存档于2018-05-10）.
123. ↑  . The Edge Markets.   [10 May 2018]. （原始内容存档于2018-05-11）.
124. ↑  . The Straits Times.   [10 May 2018]. （原始内容存档于2018-05-12）.
125. ↑  CNN, Euan McKirdy, Marc Lourdes and Ushar Daniele. . CNN. 10 May 2018  [11 May 2018]. （原始内容存档于2018-05-10）.
126. ↑  . Reuters Annual Financial Review.   [10 May 2018]. （原始内容存档于2018-05-10）.
127. ↑  . Free Malaysia Today.   [10 May 2018]. （原始内容存档于2018-05-30）.
128. ↑  張, David. . 马来西亚诗华日报新闻网. 2018-05-19. （原始内容存档于2019-07-17） （中文（中国大陆））.
129. ↑  . 光明日报. 2018-05-18. （原始内容存档于2021-12-03） （中文（臺灣））.
130. ↑  . www.sinchew.com.my. 2018-05-19. （原始内容存档于2021-04-21）.
131. ↑  . 早报. 2018-05-20. （原始内容存档于2020-09-27） （中文（简体））.
132. ↑  汉良. . 马来西亚诗华日报新闻网. 2018-06-20. （原始内容存档于2019-08-12） （中文（中国大陆））.
133. ↑  . 東方網 馬來西亞東方日報. 2018-06-20. （原始内容存档于2021-02-09） （中文（简体））.
134. ↑  . 早报. 2018-06-21. （原始内容存档于2021-02-14） （英语）.
135. ↑  . 光华网. 2018-06-08. （原始内容存档于2022-05-11） （美国英语）.
136. ↑  . Malaysiakini. 2019-01-29. （原始内容存档于2022-05-13）.
137. ↑  . 東方網 馬來西亞東方日報. 2019-01-29. （原始内容存档于2022-05-10） （中文（简体））.
138. ↑  . 光华网. 2019-01-29. （原始内容存档于2022-05-11） （美国英语）.
139. ↑  . e南洋. 2019-04-18 （中文（简体））.
140. ↑  . Malaysiakini. 2018-01-30. （原始内容存档于2022-04-22）.
141. ↑  . Malaysiakini. 2019-07-22. （原始内容存档于2022-04-22）.
142. ↑  . 東方網 馬來西亞東方日報. 2019-10-05. （原始内容存档于2022-05-11） （中文（简体））.
143. ↑  . 東方網 馬來西亞東方日報. 2019-10-05. （原始内容存档于2022-05-10） （中文（简体））.
144. ↑  . 東方網 馬來西亞東方日報. 2019-10-05. （原始内容存档于2022-05-14） （中文（简体））.
145. ↑  . 東方網 馬來西亞東方日報. 2020-01-10. （原始内容存档于2022-04-25） （中文（简体））.
146. ↑  . 東方網 馬來西亞東方日報. 2020-01-10. （原始内容存档于2021-04-26） （中文（简体））.
147. ↑  . www.chinapress.com.my. 2020-01-10. （原始内容存档于2021-04-26）.
148. ↑  . www.themalaysianinsight.com. 2020-01-10. （原始内容存档于2021-04-26） （中文）.
149. ↑  苏俊翔, 文 /. . www.zaobao.com.sg. 2019-07-30  [2019-07-30]. （原始内容存档于2021-05-06） （英语）.
150. ↑  . e南洋. 2019-09-19  [2019-09-19] （中文（简体））.
151. ↑  . 《星洲日报》. 1994年5月12日. （原始内容存档于2022年1月15日）.
152. ↑  .   [2019-11-03]. （原始内容存档于2021-03-03）.
153. ↑  .   [2019-11-03]. （原始内容存档于2021-11-11）.
154. ↑  .   [2019-11-03]. （原始内容存档于2021-04-26）.
155. ↑  Beech2018年8月22日, Hannah. . 纽约时报中文网. 2018-08-23  [2020-12-02]. （原始内容存档于2021-05-01） （中文（简体））.
156. ↑  . Radio Free Asia. 31 July 2019  [2019-10-15]. （原始内容存档于2019-10-11）.
157. 1 2 3  不点名批评域外国家，这个邻国半年内4次力挺中国 （页面存档备份，存于），北京日報，2019-11-07
158. 1 2 3  马哈蒂尔不点名批评域外国家：老想让东盟跟中国作对 （页面存档备份，存于），观察者网，2019-11-06
159. 1 2  . Benar News.   [2020-12-30]. （原始内容存档于2021-04-26） （英语）.
160. ↑  Welle (www.dw.com), Deutsche. . DW.COM.   [2020-12-01]. （原始内容存档于2021-04-26）.
161. ↑  Tashny Sukumaran. . South China Morning Post. 4 October 2019  [2019-10-15]. （原始内容存档于2019-10-04）.
162. ↑  Emmanuel Santa Maria Chin. . The Malay Mail. 4 October 2019  [2019-10-15]. （原始内容存档于2019-10-05）.
163. ↑  .   [2019-11-03]. （原始内容存档于2019-11-05）.
164. ↑  .   [2019-11-20]. （原始内容存档于2020-12-18）.
165. ↑  . www.sinchew.com.my.   [2020-12-30]. （原始内容存档于2021-04-26）.
166. ↑  . 中國報 China Press.   [2020-12-30]. （原始内容存档于2021-01-27）.
167. ↑  . 光华网.   [2021-05-04]. （原始内容存档于2021-05-06） （美国英语）.
168. ↑  . 東方網 馬來西亞東方日報.   [2021-05-04]. （原始内容存档于2021-11-24） （中文（简体））.
169. ↑  . www.sinchew.com.my.   [2021-05-04]. （原始内容存档于2021-05-04）.
170. ↑  . www.xinhuanet.com.   [2020-11-25]. （原始内容存档于2021-04-26）.
171. ↑  . 光华网.   [2020-11-26]. （原始内容存档于2021-01-08）.
172. ↑  . 早报. 2018-08-03  [2020-11-26]. （原始内容存档于2021-03-03）.
173. ↑  马哈蒂尔：我们将尽可能多地用华为 （页面存档备份，存于），來源：環球時報，環球網，2019-05-31
174. ↑  马哈蒂尔挺华为 呼吁美国接受崛起的中国 （页面存档备份，存于），德國之聲，2019-05-30
175. ↑  . www.sinchew.com.my.   [2020-11-21]. （原始内容存档于2021-01-03）.
176. ↑  . malaysia.news.yahoo.com.   [2021-04-27]. （原始内容存档于2021-05-22） （en-MY）.
177. ↑  综合报导, 2019年 9月 28日 星期六 11:40 上午 Myt. . www.cincainews.com. （原始内容存档于2021-04-26） （中文）.
178. ↑  . www.themalaysianinsight.com.   [2021-05-03]. （原始内容存档于2021-04-26） （中文）.
179. ↑  . 東方網 馬來西亞東方日報.   [2021-05-03]. （原始内容存档于2021-05-03） （中文（简体））.
180. ↑  苏俊翔, 文 /. . www.zaobao.com.sg.   [2021-05-03]. （原始内容存档于2021-04-26） （英语）.
181. ↑  . RFI - 法国国际广播电台. 2019-01-20  [2021-05-03]. （原始内容存档于2021-04-22） （中文（简体））.
182. ↑  . www.enanyang.my. 2019-06-13 （中文（简体））.
183. ↑  . 東方網 馬來西亞東方日報. 2019-06-15. （原始内容存档于2021-04-26） （中文（简体））.
184. ↑  . 東方網 馬來西亞東方日報. 2019-06-16. （原始内容存档于2021-05-06） （中文（简体））.
185. ↑  . 中國報 China Press. 2018-11-13. （原始内容存档于2022-11-25）.
186. ↑  . 東方網 馬來西亞東方日報. 2018-11-13. （原始内容存档于2022-11-25） （中文（简体））.
187. ↑  马新社. . Malaysiakini. 2019-09-04. （原始内容存档于2022-02-23）.
188. ↑  . www.enanyang.my. 2019-09-05 （中文（简体））.
189. ↑  . 東方網 馬來西亞東方日報. 2019-09-05. （原始内容存档于2022-11-25） （中文（简体））.
190. ↑  马新社. . Malaysiakini. 2019-09-05. （原始内容存档于2022-11-25）.
191. ↑  综合报导. . 精彩大马. 2019-09-05.
192. ↑  . www.enanyang.my. 2019-09-05 （中文（简体））.
193. ↑  . 東方網 馬來西亞東方日報. 2019-09-06. （原始内容存档于2022-11-25） （中文（简体））.
194. ↑  Jonathan Loh. . Business Insider. 12 June 2018  [15 June 2018]. （原始内容存档于2018-06-15）.
195. ↑  Praveen Menon; Darren Schuettler. . Reuters. 12 June 2018  [15 June 2018]. （原始内容存档于2018-06-14）.
196. ↑  汉良. . 马来西亚诗华日报新闻网.   [2020-12-27]. （原始内容存档于2021-01-27） （中文（中国大陆））.
197. ↑  . 東方網 馬來西亞東方日報.   [2020-12-27]. （原始内容存档于2021-02-11） （中文（简体））.
198. ↑  . 2019-03-14.
199. ↑  . 東方網 馬來西亞東方日報.   [2020-12-09]. （原始内容存档于2021-04-26） （中文（简体））.
200. ↑  . www.enanyang.my. 2019-11-24  [2021-06-14] （中文（简体））.
201. ↑  马新社. . Malaysiakini. 2018-05-19. （原始内容存档于2021-03-03） （中文）.
202. ↑  . RFI - 法国国际广播电台. 2018-05-20. （原始内容存档于2020-08-08） （中文（简体））.
203. ↑  . www.8world.com.   [2020-11-19]. （原始内容存档于2021-03-03）.
204. ↑  马新社. . Malaysiakini. 2019-04-09. （原始内容存档于2021-03-03） （中文）.
205. ↑  . www.sinchew.com.my. 2019-04-09. （原始内容存档于2021-03-03）.
206. ↑  . 中國報 China Press. 2019-08-09. （原始内容存档于2021-02-07） （美国英语）.
207. ↑  汉良. . 马来西亚诗华日报新闻网. 2018-10-24. （原始内容存档于2021-04-20）.
208. ↑  . 東方網 馬來西亞東方日報. 2018-10-24. （原始内容存档于2021-05-11） （中文（简体））.
209. ↑  . 光华网. 2018-10-25. （原始内容存档于2021-05-13） （美国英语）.
210. ↑  13823151761. . 泰国头条新闻. 2019-06-24. （原始内容存档于2021-03-03）.
211. ↑  . www.enanyang.my. 2018-06-29 （中文（简体））.
212. ↑  马新社. . Malaysiakini. 2019-08-09. （原始内容存档于2020-12-16） （中文）.
213. ↑  . www.chinapress.com.my. 2019-08-09. （原始内容存档于2020-12-16）.
214. ↑  . www.youtube.com. 2019-08-09. （原始内容存档于2020-11-16）.
215. ↑  . 東方網 馬來西亞東方日報. 2019-10-20. （原始内容存档于2022-04-25） （中文（简体））.
216. ↑  . 中國報 China Press.   [2020-11-20]. （原始内容存档于2021-05-15）.
217. ↑  VietnamPlus. . VietnamPlus. 2019-08-27. （原始内容存档于2022-01-11） （中文）.
218. ↑  . 東方網 馬來西亞東方日報. 2018-07-16. （原始内容存档于2021-01-21） （中文（简体））.
219. ↑  汉良. . 马来西亚诗华日报新闻网. 2018-07-17. （原始内容存档于2021-01-21） （中文（中国大陆））.
220. ↑  . www.themalaysianinsight.com. 2019-03-07. （原始内容存档于2021-01-21） （中文）.
221. ↑  . 東方網 馬來西亞東方日報. 2019-03-07. （原始内容存档于2021-01-21） （中文（简体））.
222. ↑  . 星洲网 Sin Chew Daily. 2019-09-25. （原始内容存档于2022-11-24） （英语）.
223. ↑  . 東方網 馬來西亞東方日報. 2019-09-25 （中文（简体））.
224. ↑  . 東方網 馬來西亞東方日報.   [2021-02-26]. （原始内容存档于2021-05-05） （中文（简体））.
225. ↑  汉良. . 马来西亚诗华日报新闻网.   [2021-01-25]. （原始内容存档于2019-07-01） （中文（中国大陆））.
226. ↑  . 東方網 馬來西亞東方日報.   [2021-02-26]. （原始内容存档于2021-05-04） （中文（简体））.
227. ↑  . 東方網 馬來西亞東方日報.   [2021-01-25]. （原始内容存档于2021-01-31） （中文（简体））.
228. ↑  . www.sinchew.com.my.   [2021-01-25]. （原始内容存档于2021-01-30）.
229. ↑  . Malaysiakini. 2020-02-04  [2021-01-25]. （原始内容存档于2021-02-02） （中文）.
230. ↑  . www.enanyang.my. 2020-02-04  [2021-01-25] （中文（简体））.
231. ↑  . www.enanyang.my. 2018-05-31 （中文（简体））.
232. ↑  李月霞, 文 /. . 早报. 2018-05-31. （原始内容存档于2018-05-31） （中文（简体））.
233. ↑  马新社. . Malaysiakini. 2019-10-26  [2019-10-26]. （原始内容存档于2022-05-10）.
234. ↑  . 東方網 馬來西亞東方日報. 2019-10-27  [2019-10-27]. （原始内容存档于2022-05-14） （中文（简体））.
235. 1 2  . 中國報 China Press. 2019-10-27  [2019-10-27]. （原始内容存档于2022-04-25） （美国英语）.
236. ↑  马新社. . Malaysiakini. 2019-10-28  [2019-10-28]. （原始内容存档于2022-05-11）.
237. ↑  . BBC News 中文.   [2020-12-02]. （原始内容存档于2021-04-26） （中文（简体））.
238. ↑  Welle (www.dw.com), Deutsche. . DW.COM.   [2020-12-02]. （原始内容存档于2021-04-30）.
239. ↑  Tay, Chester. . 华尔街日报中文网.   [2020-12-02]. （原始内容存档于2021-02-04）.
240. ↑  Beech, Hannah. . The New York Times. 2020-02-24  [2020-12-02]. ISSN 0362-4331. （原始内容存档于2021-04-26） （美国英语）.
241. ↑  马哈迪辞土团党总裁职 （页面存档备份，存于）透视大马，2020年2月24日
242. ↑  首席秘书：元首接获呈辞‧敦马受委过渡首相 （页面存档备份，存于）星洲网，2020年2月24日
243. ↑  一旦在野党组成执政联盟 霹甲吉三州政权或易手 （页面存档备份，存于）聯合早報，2020年2月25日
244. ↑  .   [2020-02-27]. （原始内容存档于2021-04-26）.
245. ↑  . 立場新聞. 2020-02-29  [2021-12-29]. （原始内容存档于2021-07-04）.
246. ↑  .   [2020-05-27]. （原始内容存档于2021-04-26）.
247. ↑  . BBC News 中文.   [2020-11-05]. （原始内容存档于2021-01-20） （中文（简体））.
248. ↑  . 東方網 馬來西亞東方日報. 2020-05-28. （原始内容存档于2022-07-13） （中文（简体））.
249. ↑  . www.enanyang.my. 2021-03-11 （中文（简体））.
250. ↑  . www.sinchew.com.my.   [2020-09-09]. （原始内容存档于2020-12-17）.
251. ↑  https://www.kwongwah.com.my/20200727/【林冠英与末沙布联合文告】无论安华或沙菲益-谁/%5B%5D
252. ↑  . 東方網 馬來西亞東方日報.   [2020-08-12]. （原始内容存档于2021-04-26）.
253. ↑  自由時報電子報. . 自由時報電子報. 2020-08-07  [2020-12-08]. （原始内容存档于2021-04-26）.
254. ↑  . www.sinchew.com.my.   [2020-08-12]. （原始内容存档于2021-04-26）.
255. ↑  . 光华网.   [2020-08-12]. （原始内容存档于2021-04-26）.
256. ↑  . www.sinchew.com.my.   [2020-08-12]. （原始内容存档于2021-04-26）.
257. ↑  . www.sinchew.com.my.   [2020-10-21]. （原始内容存档于2021-04-26）.
258. ↑  CYT. . 马来西亚诗华日报新闻网.   [2020-12-05]. （原始内容存档于2021-01-08）.
259. ↑  . www.sinchew.com.my.   [2020-11-21]. （原始内容存档于2021-04-26）.
260. ↑  . www.sinchew.com.my.   [2021-07-10]. （原始内容存档于2021-07-11）.
261. ↑  . 東方網 馬來西亞東方日報. 2021-07-08  [2021-07-10]. （原始内容存档于2021-11-11） （中文（简体））.
262. ↑  成洲. . 马来西亚诗华日报新闻网. 2021-07-08  [2021-07-10]. （原始内容存档于2021-07-11） （中文（中国大陆））.
263. ↑  . 東方網 馬來西亞東方日報. 2022-02-23  [2022-02-23]. （原始内容存档于2022-04-25） （中文（简体））.
264. ↑  . 星洲网 Sin Chew Daily. 2022-02-23  [2022-02-23]. （原始内容存档于2022-04-25） （英语）.
265. ↑  . www.themalaysianinsight.com. 2022-03-03. （原始内容存档于2022-05-11） （中文）.
266. ↑  . 東方網 馬來西亞東方日報. 2022-03-03. （原始内容存档于2022-05-11） （中文（简体））.
267. ↑  . 東方網 馬來西亞東方日報. 2022-03-18. （原始内容存档于2022-05-10） （中文（简体））.
268. ↑  . e南洋. 2022-03-18 （中文（简体））.
269. ↑  . 東方網 馬來西亞東方日報. 2022-03-31. （原始内容存档于2022-04-25） （中文（简体））.
270. ↑  . e南洋. 2022-03-31 （中文（简体））.
271. ↑  . Malaysiakini. 2022-03-31. （原始内容存档于2022-05-09）.
272. ↑  . 東方網 馬來西亞東方日報. 2022-04-01. （原始内容存档于2022-05-10） （中文（简体））.
273. ↑  . e南洋. 2022-04-01 （中文（简体））.
274. ↑  . www.themalaysianinsight.com. 2022-04-01. （原始内容存档于2022-04-25） （中文）.
275. ↑  . 東方網 馬來西亞東方日報. 2022-08-04. （原始内容存档于2022-11-24） （中文（简体））.
276. ↑  Am, 来自 / 联合早报 发布 / 2022年8月5日 5:00. . www.zaobao.com.sg. （原始内容存档于2022年11月24日） （中文（简体））.
277. ↑  . 中國報 China Press. 2022-09-06. （原始内容存档于2022-12-21）.
278. ↑  . 星洲网 Sin Chew Daily. 2022-09-06. （原始内容存档于2022-11-24） （中文（简体））.
279. ↑  . 東方網 馬來西亞東方日報. 2022-09-06. （原始内容存档于2022-11-30） （中文（简体））.
280. ↑  . 東方網 馬來西亞東方日報. 2022-10-11. （原始内容存档于2022-11-24） （中文（简体））.
281. ↑  . Malaysiakini. 2022-10-11. （原始内容存档于2022-11-24）.
282. ↑  . www.enanyang.my. 2022-11-05 （中文（简体））.
283. ↑  . www.zaobao.com.sg. 2022-11-05. （原始内容存档于2022-11-26） （中文（简体））.
284. ↑  . www.enanyang.my. 2022-11-12 （中文（简体））.
285. ↑  . 東方網 馬來西亞東方日報. 2022-11-15. （原始内容存档于2022-11-30） （中文（简体））.
286. ↑  大平. . 马来西亚诗华日报新闻网. 2022-11-10. （原始内容存档于2022-11-24） （中文（中国大陆））.
287. ↑  . www.themalaysianinsight.com. 2022-11-10. （原始内容存档于2022-11-25） （中文）.
288. ↑  . 東方網 馬來西亞東方日報. 2022-11-12. （原始内容存档于2022-11-24） （中文（简体））.
289. ↑  . 東方網 馬來西亞東方日報. 2022-11-18. （原始内容存档于2022-11-30） （中文（简体））.
290. ↑  . 東方網 馬來西亞東方日報. 2022-11-20. （原始内容存档于2022-11-24） （中文（简体））.
291. ↑  Reuters. . Reuters. 2022-11-19. （原始内容存档于2022-11-30） （英语）.
292. ↑  cue. . www.straitstimes.com. 2022-11-20. （原始内容存档于2022-12-07） （英语）.
293. ↑  . Free Malaysia Today. 2023-03-01  [2023-03-02]. （原始内容存档于2023-03-15） （英语）.
294. ↑  Sipalan, Joseph. . South China Morning Post. 10 July 2023  [4 September 2023]. （原始内容存档于4 September 2023） （英语）.
295. ↑  . The Star. 3 May 2023  [12 May 2023]. （原始内容存档于13 May 2023）.
296. ↑  Noorshahrizam, Shahrin Aizat. . Malay Mail. 5 July 2023  [29 August 2023]. （原始内容存档于29 August 2023） （英语）.
297. ↑  . The Straits Times. 2 June 2023  [8 September 2023]. ISSN 0585-3923. （原始内容存档于8 September 2023） （英语）.
298. ↑  . The Star. 12 May 2023  [12 May 2023]. （原始内容存档于12 May 2023）.
299. ↑  Chan, Julia. . Malay Mail. 15 September 2023  [20 September 2023]. （原始内容存档于20 September 2023） （英语）.
300. ↑  . 星洲日报. 2024-01-18  [2024-01-19]. （原始内容存档于2024-01-21） （中文（马来西亚））.
301. ↑  . 星洲日报. 2024-01-27  [2024-01-28]. （原始内容存档于2024-01-28） （中文（马来西亚））.
302. ↑  . 国际调查记者同盟. 2024-02-19  [2024-03-12]. （原始内容存档于2024-03-11） （英语）.
303. ↑  . 亚洲新闻台. 2024-01-23  [2024-03-11]. （原始内容存档于2024-04-25） （英语）.
304. ↑  . 八度空间新闻网. 2024-03-12  [2024-03-11] （中文（马来西亚））.
305. ↑  . 海峡时报. 2024-03-26  [2024-03-11]. （原始内容存档于2024-04-04） （en-sg）.
306. ↑  . 当今大马. 2024-03-26  [2024-03-31]. （原始内容存档于2024-04-01） （中文（马来西亚））.
307. ↑  . 诗华日报. 2024-04-16  [2024-04-16]. （原始内容存档于2024-04-17） （中文（马来西亚））.
308. ↑  . 联合早报. 2024-04-27  [2024-04-28] （中文（新加坡））.
309. ↑  . 马来西亚东方日报. 2024-04-27  [2024-06-15]. （原始内容存档于2024-06-15） （中文（新加坡））.
310. ↑  . news.sohu.com.   [2015-10-29]. （原始内容存档于2021-03-03）.
311. ↑  Wain 2010，第331頁
312. ↑  . 2018-05-11  [2018-05-31]. （原始内容存档于2019-06-10）.
313. ↑  . www.sinchew.com.my.   [2021-05-11]. （原始内容存档于2021-05-13）.
314. ↑  張, David. . 马来西亚诗华日报新闻网. 2020-08-29  [2021-05-11]. （原始内容存档于2021-11-18） （中文（中国大陆））.
315. ↑  苏俊翔. . 联合早报. 2025-07-10  [2025-07-11].
316. ↑  . 《南洋商报》. 1991年3月9日. （原始内容存档于2022年11月24日）.
317. ↑  . 《星洲日报》. 1991年3月9日. （原始内容存档于2022年11月24日）.
318. ↑  . 《中国报》. 1991年3月9日. （原始内容存档于2022年11月24日）.
319. ↑  . Malaysiakini. 2016-03-23. （原始内容存档于2022-05-02）.
320. ↑  . 東方網 馬來西亞東方日報. 2016-03-23. （原始内容存档于2022-05-11） （中文（简体））.
321. ↑  马新社. . Malaysiakini. 2017-08-30. （原始内容存档于2022-05-11）.
322. ↑  . 星洲网 Sin Chew Daily. 2017-08-31. （原始内容存档于2022-05-11） （英语）.
323. ↑  . e南洋. 2017-08-30 （中文（简体））.
324. ↑  综合报导. . 精彩大马. 2017-08-30. （原始内容存档于2022-05-14） （中文）.
325. ↑  . 東方網 馬來西亞東方日報. 2018-02-27. （原始内容存档于2022-05-14） （中文（简体））.
326. ↑  马新社. . Malaysiakini. 2020-07-07. （原始内容存档于2022-05-02）.
327. ↑  . 東方網 馬來西亞東方日報. 2020-07-07. （原始内容存档于2022-05-11） （中文（简体））.
328. ↑  . e南洋. 2020-07-07 （中文（简体））.
329. ↑  甘安琪. . 精彩大马. 2022-04-27 （中文）.
330. ↑  . www.sinchew.com.my. 2022-04-27. （原始内容存档于2022-05-14）.
331. ↑  . 東方網 馬來西亞東方日報. 2022-05-17. （原始内容存档于2022-06-14） （中文（简体））.
332. ↑  . Malaysiakini. 2022-05-17. （原始内容存档于2022-06-13）.
333. ↑  张晓真. . 精彩大马. 2022-05-17. （原始内容存档于2022-06-12） （中文）.
334. ↑  . 中國報 China Press. 2023-03-13. （原始内容存档于2023-04-04） （美国英语）.
335. ↑  . 東方網 馬來西亞東方日報. 2023-03-19. （原始内容存档于2023-03-19） （中文（简体））.
336. ↑  Chaudhuri, Pramitpal. . Hindustan Times. Leadership Summit (speech). India. 17–18 November 2006  [2008-01-15]. （原始内容存档于2008-03-06）.
337. ↑  Anthony Spaeth. "Bound for Glory" （页面存档备份，存于）, Time, New York, 9 December 1996.
338. ↑  【金融危機】馬哈蒂爾擊退索羅斯奠強硬作風 停一帶一路項目跣習近平 （页面存档备份，存于），壹週刊 (香港)，2018-09-14
339. ↑  . 《星洲日报》. 2003年12月20日.
340. ↑  . 《南洋商报》. 1994年9月11日. （原始内容存档于2022年2月21日）.
341. ↑  . 《中国报》. 1994年4月10日. （原始内容存档于2022年1月16日）.
342. ↑  综合报导, 2018年 1月 31日 星期三 07:48 下午 Myt. . www.cincainews.com.   [2021-02-23]. （原始内容存档于2021-04-26） （中文）.
343. ↑  . 中國報 China Press.   [2021-02-23]. （原始内容存档于2021-04-26）.
344. ↑  TcT. . 沙巴丝路网. 2018-04-13  [2020-12-08].
345. ↑  . 東方網 馬來西亞東方日報.   [2021-02-19]. （原始内容存档于2021-04-26） （中文（简体））.
346. ↑  . www.enanyang.my. 2018-05-05  [2021-02-19] （中文（简体））.
347. ↑  . 東方網 馬來西亞東方日報.   [2020-12-09]. （原始内容存档于2021-04-26） （中文（简体））.
348. ↑  . www.sinchew.com.my.   [2021-03-19]. （原始内容存档于2021-04-26）.
349. ↑  . www.enanyang.my. 2018-11-03 （中文（简体））.
350. ↑  . 東方網 馬來西亞東方日報. 2019-11-20. （原始内容存档于2021-01-08） （中文（简体））.
351. ↑  . www.enanyang.my. 2020-03-03 （中文（简体））.
352. ↑  . www.sinchew.com.my. 2019-12-01. （原始内容存档于2021-04-17）.
353. ↑  . www.sinchew.com.my. 2020-08-06. （原始内容存档于2021-04-26）.
354. ↑  . 中國報 China Press. 2020-08-06. （原始内容存档于2021-01-08）.
355. ↑  . www.sinchew.com.my. 2020-11-27. （原始内容存档于2021-04-26）.
356. ↑  . 光明日报. 2020-11-27. （原始内容存档于2021-04-26）.
357. ↑  . 東方網 馬來西亞東方日報. 2020-11-27. （原始内容存档于2021-04-26） （中文（简体））.
358. ↑  張, David. . 马来西亚诗华日报新闻网. 2020-11-27. （原始内容存档于2021-04-20）.
359. ↑  . 《星洲日报》. 1999年1月9日. （原始内容存档于2021年12月6日）.
360. ↑  . 《星洲日报》. 1999年10月7日. （原始内容存档于2021年12月6日）.
361. ↑  . 星洲网 Sin Chew Daily. 2015-03-28. （原始内容存档于2022-11-24） （英语）.
362. ↑  《李光耀回忆录1965-2000》283页
363. ↑  . m.guancha.cn.   [2020-11-17]. （原始内容存档于2021-05-16）.
364. ↑  . Malaysiakini. 2018-06-18  [2020-12-04]. （原始内容存档于2021-03-03） （中文）.
365. ↑  . 光华网.   [2020-12-03]. （原始内容存档于2021-03-03）.
366. ↑  . Malaysiakini. 2019-08-11  [2021-03-18]. （原始内容存档于2021-04-26） （中文）.
367. ↑  . 東方網 馬來西亞東方日報.   [2021-02-27]. （原始内容存档于2021-03-27） （中文（简体））.
368. ↑  汉良. . 马来西亚诗华日报新闻网.   [2021-02-27]. （原始内容存档于2020-02-16）.
369. ↑  . 東方網 馬來西亞東方日報. 2018-10-09. （原始内容存档于2021-04-26） （中文（简体））.
370. ↑  大平. . 马来西亚诗华日报新闻网. 2018-10-09. （原始内容存档于2020-02-22）.
371. ↑  . 中國報 China Press.   [2020-12-12]. （原始内容存档于2021-01-11）.
372. ↑  . 《星洲日报》. 1996年12月7日. （原始内容存档于2022年1月16日）.
373. ↑  . www.sinchew.com.my. 2015-03-24. （原始内容存档于2021-04-26）.
374. ↑  張, David. . 马来西亚诗华日报新闻网. 2019-04-18. （原始内容存档于2022-04-22） （中文（中国大陆））.
375. ↑  . e南洋. 2019-04-17 （中文（简体））.
376. ↑  . 光华网. （原始内容存档于2022-04-22） （美国英语）.
377. ↑  . 中國報 China Press. 2019-04-18. （原始内容存档于2022-05-09） （美国英语）.
378. ↑  . 星洲网 Sin Chew Daily. （原始内容存档于2022-05-11） （英语）.
379. ↑  . www.themalaysianinsight.com. （原始内容存档于2022-05-11） （中文）.
380. ↑  . www.zaobao.com.sg. （原始内容存档于2022-05-10） （中文（简体））.
381. ↑  Su-Lyn, Boo. . www.malaymail.com. （原始内容存档于2022-05-14） （英语）.
382. 1 2 3 4 5 6 7 8 9 10  . Prime Minister's Department (Malaysia).   [25 October 2018]. （原始内容存档于29 September 2018）.
383. ↑  . New Straits Times. 2003-11-01. （原始内容存档于2023-07-01）.
384. ↑  . New Straits Times. 2008-02-01  [2024-01-03]. （原始内容存档于2023-09-03）.
385. ↑   (PDF). New Straits Times. Perdana Leadership Foundation. 26 June 1980  [20 January 2021]. （原始内容存档 (PDF)于2021-08-30）.
386. ↑   (PDF). New Straits Times. Perdana Leadership Foundation. 8 April 1989  [20 January 2021]. （原始内容存档 (PDF)于2023-02-23）.
387. ↑  . New Straits Times. 2002-04-13  [2024-01-03]. （原始内容存档于2023-09-03）.
388. ↑  . Joceline Tan and Fatimah Zainal. The Star (Malaysia). 9 February 2018  [2024-01-03]. （原始内容存档于2023-07-08）.
389. ↑   (PDF). INFOKUS Khas. Perdana Leadership Foundation. October 2011  [14 December 2021]. （原始内容存档 (PDF)于2024-01-30） （马来语）.
390. ↑  . New Straits Times. 15 August 1981.
391. ↑  . New Sunday Times. 5 November 1981.
392. ↑  . pingat.perak.gov.my.   [2024-01-03]. （原始内容存档于2022-02-14）.
393. ↑  . Business Times. 1995-12-04  [2024-01-03]. （原始内容存档于2023-10-09）.
394. ↑  . New Straits Times. 10 September 1981.
395. ↑  . New Straits Times. 1 July 1980.
396. ↑  . New Straits Times. 2003-07-22  [2024-01-03]. （原始内容存档于2023-09-03）.
397. ↑  . awards.selangor.gov.my.   [2024-01-03]. （原始内容存档于2022-07-27）.
398. 1 2  . Rahmah Ghazali. The Star (Malaysia). 11 December 2017  [31 March 2019]. （原始内容存档于2023-01-27）.
399. ↑  . New Straits Times. 2003-09-30  [2024-01-03]. （原始内容存档于2023-09-03）.
400. ↑  . awards.selangor.gov.my.   [2024-01-03]. （原始内容存档于2022-07-27）.
401. ↑   (PDF). New Straits Times. Perdana Leadership Foundation. 29 April 1982  [20 January 2021]. （原始内容存档 (PDF)于2023-07-07）.
402. ↑  . 光华网.   [2020-12-03]. （原始内容存档于2021-04-26）.
403. ↑  .   [2021-04-25]. （原始内容存档于2021-04-27） （美国英语）.
404. ↑  . The Star.   [2021-05-29]. （原始内容存档于2020-11-12） （英语）.
405. ↑  天皇授桐花大绶章-敦马与安倍会谈[]，光華網，2018-11-06
406. ↑  張, David. . 马来西亚诗华日报新闻网.   [2021-01-29]. （原始内容存档于2020-03-12） （中文（中国大陆））.
407. ↑  . www.enanyang.my. 2018-11-13  [2021-01-29] （中文（简体））.
408. ↑  . www.sinchew.com.my.   [2021-01-29]. （原始内容存档于2021-02-07）.
409. ↑  . 東方網 馬來西亞東方日報.   [2021-05-01]. （原始内容存档于2021-05-04） （中文（简体））.
410. ↑  . www.chinapress.com.my.   [2021-05-01]. （原始内容存档于2021-05-05）.
411. ↑  Bernama. . NST Online. 2018-12-16  [2021-05-01]. （原始内容存档于2018-12-17） （英语）.
412. ↑  .   [2020-12-05]. （原始内容存档于2021-05-15）.
413. ↑  . 東方網 馬來西亞東方日報.   [2020-12-09]. （原始内容存档于2021-05-15） （中文（简体））.
414. ↑  马新社. . Malaysiakini. 2019-08-07  [2021-02-22]. （原始内容存档于2019-08-08） （中文）.
415. ↑  張, David. . 马来西亚诗华日报新闻网.   [2021-02-22]. （原始内容存档于2021-05-03） （中文（中国大陆））.
416. ↑  . 東方網 馬來西亞東方日報.   [2021-02-22]. （原始内容存档于2019-08-07） （中文（简体））.
417. ↑  . 光华网.   [2021-02-22]. （原始内容存档于2019-08-12） （美国英语）.
418. ↑  . www.sinchew.com.my.   [2021-02-22]. （原始内容存档于2020-09-19）.
419. ↑  . www.chinapress.com.my.   [2021-02-22]. （原始内容存档于2019-08-07）.
420. ↑  . 光明日报.   [2021-02-22]. （原始内容存档于2020-09-18） （中文（臺灣））.
421. ↑  . 東方網 馬來西亞東方日報.   [2021-05-01]. （原始内容存档于2021-05-02） （中文（简体））.
422. ↑  汉良. . 马来西亚诗华日报新闻网. 2019-09-06  [2021-05-01]. （原始内容存档于2021-05-03） （中文（中国大陆））.
423. ↑  . www.sinchew.com.my.   [2021-05-01]. （原始内容存档于2021-05-01）.
424. ↑  . 光华网.   [2021-05-01]. （原始内容存档于2021-05-01） （美国英语）.
425. ↑  . www.chinapress.com.my.   [2021-05-01]. （原始内容存档于2021-05-04）.
426. ↑  . 東方網 馬來西亞東方日報.   [2020-12-05]. （原始内容存档于2021-01-08） （中文（简体））.
427. ↑  . 光华网.   [2021-05-01]. （原始内容存档于2021-05-01） （美国英语）.
428. ↑  . thepeninsulaqatar.com.   [2021-05-01]. （原始内容存档于2019-12-14）.
429. ↑  . 馬來西亞選舉委員會.   [2018-12-30]. （原始内容存档于2009-08-19） （马来语）.（基于总投票率的百分比数字）
430. ↑  . Sistem Pengurusan Maklumat Pilihan Raya Umum. 馬來西亞選舉委員會.   [2017-03-24]. （原始内容存档于2017-05-01） （马来语）.
431. ↑  . undiinfo Malaysian Election Data. 当今大马.   [2018-12-30]. （原始内容存档于2013-05-11） （英语）.
432. ↑  . 馬來西亞選舉委員會.   [2018-12-30]. （原始内容存档于2018-05-12） （马来语）.（基于总投票率的百分比数字）
433. ↑  . 星报 (马来西亚).   [2018-12-30]. （原始内容存档于2018-05-14） （英语）.（基于总投票率的百分比数字）
434. ↑  . 星洲网 Sin Chew Daily. 2009-05-14. （原始内容存档于2022-11-24）.
435. ↑  . 中国报 China Press. 2014-11-01. （原始内容存档于2022-11-25）.
436. ↑  . 中國報 China Press. 2021-11-17. （原始内容存档于2023-09-06） （中文）.
437. ↑  . M for Malaysia.   [2019-10-10]. （原始内容存档于2021-04-26） （美国英语）.